# 55 Poznański Pułk Piechoty
55 Poznański pułk piechoty (55 pp) – oddział piechoty Armii Wielkopolskiej i Wojska Polskiego w II Rzeczypospolitej.
Pułk został sformowany jako 1 pułk strzelców wielkopolskich. Walczył na froncie przeciwukraińskim w okolicach Lwowa, a w czasie wojny polsko-bolszewickiej początkowo na froncie litewsko-białoruskim, a w okresie bitwy warszawskiej uderzał znad Wieprza. Po wojnie stacjonował w Lesznie, jego III batalion w Rawiczu, a batalion zapasowy w Poznaniu. Kampanię wrześniową rozpoczął w składzie Wielkopolskiej Brygady Kawalerii, a potem walczył w składzie macierzystej 14 Dywizji Piechoty.

## Formowanie i zmiany organizacyjne
Pułk został sformowany na podstawie rozkazu dziennego nr 14 głównodowodzącego Siłami Zbrojnymi Polskimi w byłym zaborze pruskim, gen. por. Józefa Dowbor-Muśnickiego z dnia 19 stycznia 1919 roku, jako 1 pułk strzelców wielkopolskich. Dowódcą pułku mianowany został płk Daniel Konarzewski, któremu do pomocy przydzielono płk. Nowakowskiego, mjr. Józefa de Meksz, kpt. Morawskiego, kpt. Wierzchonia, por. Wąsowskiego i por. Stankiewicza. Pododdziały organizowane były w Poznaniu, w koszarach byłego niemieckiego 46 pułku piechoty na Cytadeli. Początkowo pułk był bezpośrednio podporządkowany Dowództwu Głównemu SZ w b. zaborze pruskim, a następnie został włączony w skład 1 Dywizji Strzelców Wielkopolskich.
Zalążkiem powstającej jednostki była powstańcza kompania skautowa (około 200 osób), którą dowodził aspirant oficerski Wincenty Wierzejewski. Kompania ta wsławiła się zdobyciem 28 grudnia 1918 Fortu Grollmana. W ciągu tygodnia pierwszy batalion tego pułku osiągnął stan około 800 żołnierzy, z których utworzono cztery kompanie strzeleckie (dowódcy: asp. ofic. Wincenty Wierzejewski, ppor. Władysław Paluszkiewcz, ppor. Władysław Moszczeński, ppor. Tadeusz Strehla) i jedną kompanię karabinów maszynowych – kulomiotów (dowódca ppor. Feliks Zieliński).
26 stycznia 1919 na Placu Wolności w Poznaniu odbyło się zaprzysiężenie Dowództwa Głównego i garnizonu poznańskiego wraz z 1 pułkiem Strzelców Wielkopolskich. Pułk otrzymał wówczas sztandar. Był to pierwszy sztandar wzorowany na chorągwiach powstańczych z 1831. Uroczystość zakończona została promocją 80 podoficerów na stopnie oficerskie i efektowną defiladą. Pułk został przeniesiony do obozu ćwiczebnego w Biedrusku pod Poznaniem, gdzie przybywali poborowi i w krótkim czasie sformowano tam II i III batalion oraz cztery kompanie karabinów maszynowych, pluton telefoniczny i tabor pułkowy. Sformowany został również batalion zapasowy, który przeniesiony został w maju do Wrześni. Do końca lutego formowanie pułku zostało zakończone, a nadwyżki poborowych przekazane do 3 pułku Strzelców Wielkopolskich. Żołnierze zostali przeszkoleni z elementarnych podstaw musztry, strzelania i taktyki, a dodatkowo zorganizowana została również szkoła podoficerska.
10 grudnia 1919 przemianowany na 55 pułk piechoty 14 Dywizji Piechoty Wielkopolskiej.
W grudniu 1919 batalion zapasowy pułku stacjonował we Wrześni.

## Pułk w walce o granice
Walki pod Lwowem

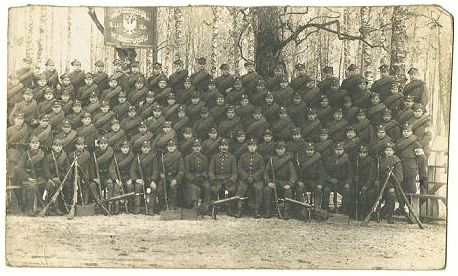
2 kompania 1 pułku Strzelców Wielkopolskich (Bobrujsk, 1919).

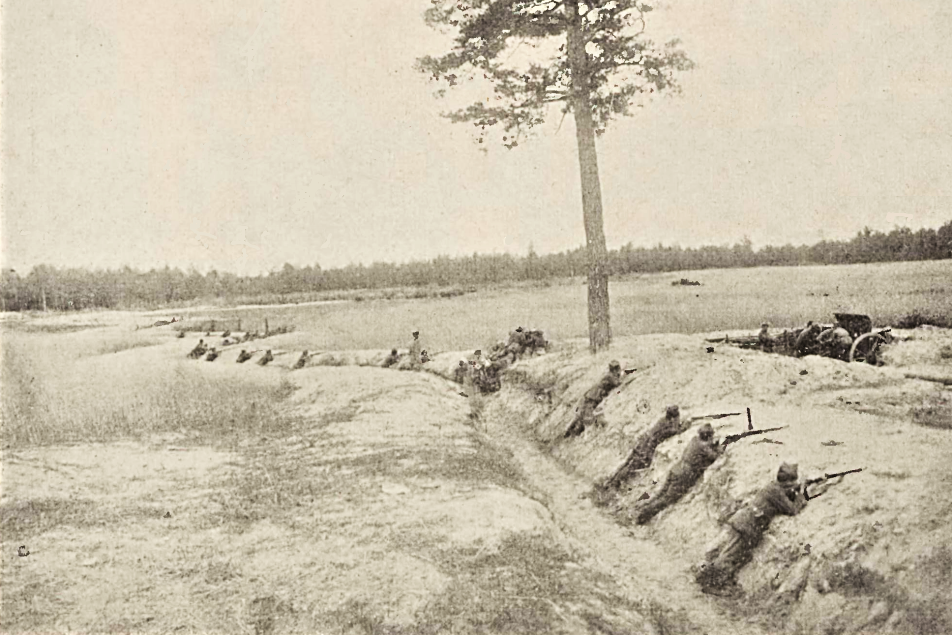
Pozycja 1 pułku Strzelców Wielkopolskich na przyczółku mostowym pod Bobrujskiem

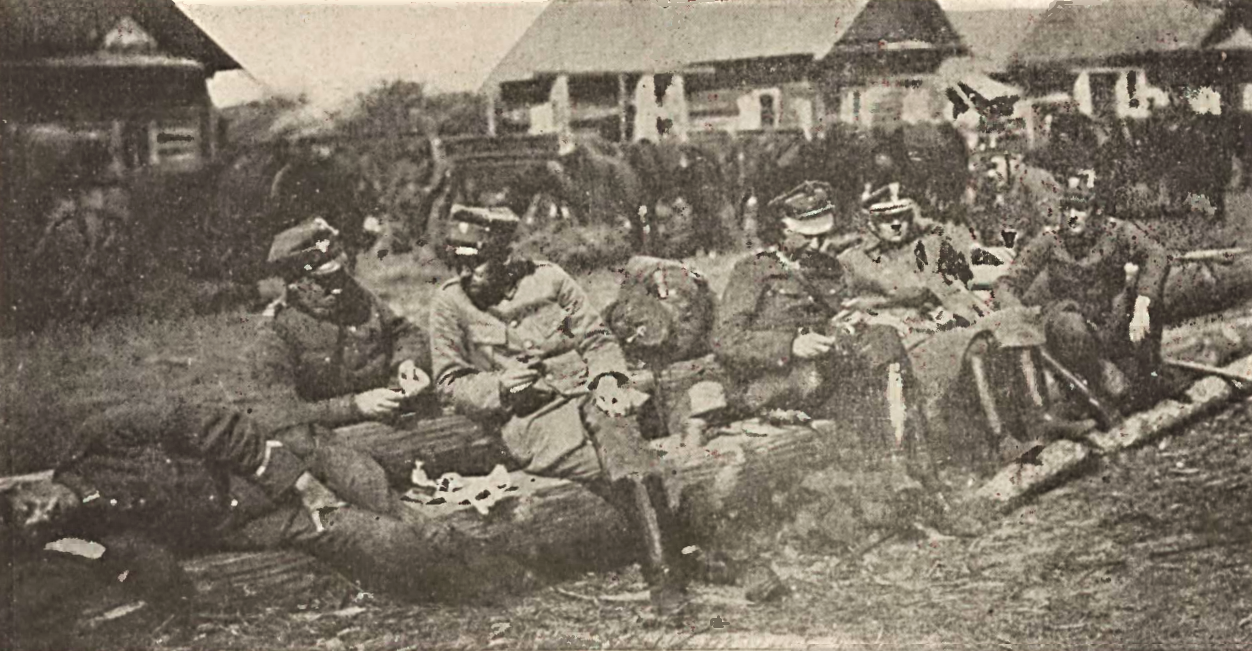
Odpoczynek żołnierzy 55 p. p. Wlkp. po walkach pod Szaciłkami

Wobec trudnej sytuacji pod Lwowem, Józef Piłsudski zwrócił się za pośrednictwem misji alianckiej do NRL w Poznaniu o udzielenie pomocy zbrojnej. Ostatecznie w ciągu tygodnia utworzono grupę bojową pod dowództwem płk. Konarzewskiego. W jej skład wszedł między innymi 1 pułk Strzelców Wielkopolskich pod dowództwem ppłk. Gustawa Paszkiewicza
12 i 13 marca pułk transportami kolejowymi z Bolechowa przez Poznań – Kalisz – Częstochowę – Kraków – Przemyśl odjechał na wschód. 15 marca dotarł do Sądowej Wiszni. Tutaj grupa wielkopolska weszła w skład wojsk gen. Tadeusza Rozwadowskiego. Całość wojsk poznańskich podlegała bezpośrednim rozkazom gen. Franciszka Aleksandrowicza. W tym czasie pod Lwowem silne oddziały ukraińskie przerwały komunikację. 17 marca II batalion przeszedł do wsi Dołhomościska. Grupie płk. Konarzewskiego wyznaczono zadanie przeprowadzenia głównego uderzenia w celu przerwania pierścienia wojsk ukraińskich okrążających Lwów. Tego dnia w Dołhomościskach płk Konarzewski wydał pierwszy rozkaz operacyjny, zgodnie z którym natarcie główne przeprowadzić miały bataliony I i II pułku, a III batalion oraz dwa bataliony 10 pp stanowić miały odwód. O godzinie szóstej rano 18 marca pułk całością sił wszedł do walki.
Po przygotowaniu artyleryjskim o godzinie szóstej rano, I batalion ruszył wzdłuż linii: Dołhomościska – Mogiłka – Milatyn, natomiast II batalion wzdłuż toru kolejowego Sądowa Wisznia – Gródek Jagielloński. W natarciu tym osiągnięto pełny sukces. Po zdobyciu linii Milanik – Mielniki – Bar – Milatyn, płk Konarzewski nakazał kontynuować natarcie I batalionem na Dobrzany i II na Wołczuchy i Koców. Batalion dostał się pod silny ogień wroga z kierunku Dobrzan, więc ppłk Paszkiewicz wprowadził do walki odwodowy III batalion, który szturmując zajął wieś Putiatycze, a następnie Dobrzany. I batalion w tym czasie opanował Koców, wspierając następnie atak II batalionu na Wołczuchy. Zdobyte miejscowości zostały utrzymane, zmuszając Ukraińców do odwrotu. Następnego dnia kontynuowano natarcie, zajmując do godzin wieczornych linię Ebenau – folwark Henrykówka – Dobrzany. W ciągu dwudniowych walk (18 i 19 marca) o przerwanie blokady Lwowa straty pułku wyniosły: 19 poległych, 185 rannych (w tym 4 oficerów) i 35 zaginionych. Od 20 marca do 17 kwietnia pułk prowadził walki pozycyjne na dwudziestokilometrowym odcinku od folwarku Henrykówka po Gródek Jagielloński, a straty w ludziach powiększyły się o dalszych 4 poległych i 20 rannych. Z pułku odeszło również do szpitala około 150 żołnierzy, którzy byli przeważnie chorzy na zapalenie płuc (powód to niewygody życia żołnierskiego, chłody oraz nie zawsze dostateczne wyżywienie).
Silne oddziały przeciwnika, z liczną artylerią, ostrzeliwały Lwów. W celu ich unieszkodliwienia opracowany został plan, według którego natarcie miała przeprowadzić grupa płk. Konarzewskiego. 19 kwietnia pułk ruszył przez Polankę i Stawiny na podstawy wyjściowe. O świcie następnego dnia batalion I i III pułku, oraz batalion 18 pp i pluton saperów, wspierane artylerią, zaatakowały pozycje ukraińskie w wioskach Glinna i Nawaria, wypierając wroga z Maliczkowic, Nagórzan, folwarku Nawaria i Glinna. Straty to 19 poległych, 137 rannych i 18 zaginionych. Zginął m.in. sierż. sztab. Bolesław Krygier, a ranni zostali pchor. Józef Ratajczak i ppor. Stefan Otworowski oraz por. Michał Głowacki. W wyniku tych walk siły ukraińskie zmuszone zostały do odwrotu i opuszczenia wzgórz, z których ostrzeliwały Lwów. W dużej mierze była to zasługa grupy płk. Konarzewskiego, która po walce obsadziła linię: Nawaria – Maliczkowice – Nagórzany – Pasieki Zubrzyckie, na południe od Lwowa. Nieprzyjaciel, który usiłował przebić się do Lwowa, atakował te pozycje kilkakrotnie, jednak bez skutku. 9 maja pułk wyczerpany walkami pozycyjnymi został wycofany do odwodu. Wypoczynek nie trwał jednak długo, ponieważ w nocy z 15 na 16 maja oddział poznański został skoncentrowany w rejonie Koropuż – Zawidowice, a następnego dnia ruszył na Komarno. Miejscowość zdobyto przed południem, ścigając nieprzyjaciela w kierunku Mikołajewa, który zajęto 18 maja. III batalion, wspierany ogniem artylerii na wprost, zdobył miejscowość Rozwadów i opanował most kolejowy na Dniestrze, przed jego wysadzeniem.
19 maja zajęto Rozdół i Piaseczno, zdobywając 6 dział i biorąc jeńców. Następnego dnia grupa płk Konarzewskiego rozwinęła natarcie na Stryj. Wychodząc o piątej rano z Piaseczna, w południe grupa dotarła do Stryja, nie napotykając nigdzie na większy opór. Zdobyto 16 dział, 24 karabiny maszynowe, amunicję, parowozy i tabor kolejowy. 27 maja, po kilkudniowym pobycie w Stryju, grupa płk. Konarzewskiego odjechała transportami kolejowymi do Lwowa, na zasłużony odpoczynek. 5 czerwca na lwowskim placu Cytadeli odbyło się uroczyste pożegnanie grupy wielkopolskiej. Zakończyła je defilada przed dowódcą, członkami misji alianckiej, władzami miasta i społeczeństwem.
Pułk na froncie wielkopolskim
Po uroczystościach we Lwowie grupa wielkopolska odjechała transportami kolejowymi do Poznania, gdzie została powitana entuzjastycznie przez rodziny żołnierzy i mieszkańców miasta. 11 czerwca odbyła się uroczystość, podczas której sztandar pułku udekorowany został wstęgami z napisem: „Za obronę Kresów Wschodnich”. W Poznaniu pułk przebywał prawie do ostatnich dni lipca, przeprowadzając reorganizację. 9 lipca nastąpiła zmiana na stanowisku dowódcy pułku. Odchodzącego na wyższe stanowisko służbowe gen. Daniela Konarzewskiego zastąpił płk Gustaw Paszkiewicz, a 29 lipca pułk wszedł w skład 1 DS Wlkp., otrzymując jednocześnie rozkaz wymarszu na front wielkopolski. Na froncie zachodnim przejął linię demarkacyjną od Pawłowic po Włoszakowice. Pomimo rozejmu jaki został zawarty z Niemcami, dochodziło po obu stronach do szeregu drobnych starć, w wyniku których zginęło kilkudziesięciu żołnierzy. Pułk, odwzajemniając się Niemcom, organizował liczne wypady, które były ukrywane przed dowództwem.
Od l października front zachodni został przegrupowany, w wyniku czego pułk obsadził odcinek na północ od Brenna do Sowin włącznie. Zwiększono liczbę patroli ruchomych, ponieważ dochodziło do licznych incydentów ze strony Niemców, w związku z czym posterunki otoczono zasiekami z drutu oraz zabezpieczono je dodatkowymi pułapkami z blaszanych puszek. Każda kompania otrzymała dodatkowo po dwa psy-tropiciele. Po tygodniu tj. 6 października, pułk przekazał dotychczasowe pozycje l rezerwowemu ps Wlkp. i ponownie wyjechał na front wschodni. Wyjazd nastąpił 8 października transportami kolejowymi z Włoszakowic, Ponieca i Kąkolewa.
Pułk w wojnie polsko-sowieckiej
W związku z wybuchem walk polsko-sowieckich i koniecznością wzmocnienia wojsk polskich, na przełomie lipca i sierpnia na front litewsko-białoruski przybyła kombinowana dywizja z gen. Konarzewskim na czele. 13 października przybył tu 1 Pułk Strzelców Wielkopolskich płk. Paszkiewicza. W ten sposób 1 Dywizja Strzelców Wielkopolskich zebrana została w rejonie Bobrujska w jedną całość. Trzy dni później pułk rozpoczął walki z nowymi siłami przeciwnika, a dywizja wyparła Rosjan za Ołę i zajęła pozycje obronne pod Bobrujskiem. Prowadzono tam walki pozycyjne, a co trzy tygodnie następowała wymiana 1 i 3 ps Wlkp. na przyczółku bobrujskim. Pułk wyspecjalizował się w nowej metodzie walki, polegającej na organizowaniu niespodziewanych wypadów, uderzeniu znienacka, nawet małym oddziałem, który potrafił pobić przez zaskoczenie silniejszego przeciwnika i powrócić bez strat własnych. Przeprowadzono wiele takich wypadów. Przykładem takiego wypadu może być noc z 20 na 21 października, kiedy to 9 kompania zaatakowała na wschodnim brzegu Oły dwór Koczorowice oraz wsie Starcy i Sieliszcze, biorąc 180 jeńców (w tym 4 oficerów) oraz zdobywając karabin maszynowy, dwa działa z zaprzęgiem, trzy wozy taborowe i 11 koni. 6 listopada wykonano wypad dwoma batalionami na wsie Bortniki, Pawłowicze i Kuchenki, gdzie wzięto 100 jeńców, zdobyto 4 działa, 4 karabiny maszynowe oraz 6 wozów amunicji. Brawurową akcją pułku była wyprawa na miasteczko Kleczew. Był to klasyczny przykład wypadu na głębokie tyły przeciwnika. Do Bobrujska oddział powrócił 14 grudnia.
W 1920 roku nastąpiła zmiana numeracji pułków w ramach unifikacji Armii Wielkopolskiej z Wojskiem Polskim. l Dywizję Strzelców Wlkp. przemianowano na 14 DP, a wchodzące w jej skład pułki (o dotychczasowych numerach od l do 4) na: 55, 56, 57 i 58 pp, 3 pal na 14 pal, a 3 pac na 14 pac. Od stycznia do czerwca 55 pp toczył walki pozycyjne w rejonie Bobrujska, gdzie przeprowadził szereg wypadów na Berezynę. W dniach 24–26 stycznia III batalion pułku brał udział w wypadzie na tyły nieprzyjaciela w kierunku na Itol i dalej Berezówkę, podczas którego wzięto do niewoli dowódcę II Brygady sowieckiej 8 Dywizji Strzelców z 4 oficerami jego sztabu. 4 kwietnia pułk wspierał 56 pp w walce pod Szaciłkami. 16 i 17 kwietnia pułk brał udział w kontrofensywie na Siedliszcze. W okresie od 5 do 17 kwietnia pułk poniósł straty, które wynosiły: 36 poległych, 131 rannych i 4 zaginionych. Między innymi zginął dowódca 12 kompanii ppor. Władysław Moszczyński. 26 kwietnia pułk powrócił do Bobrujska.
Rozpoczęta 4 lipca kontrofensywa przeciwnika doprowadziła do załamania frontu litewsko-białoruskiego, którego oddziały rozpoczęły odwrót. 14 DP, a wraz z nią 55 pp, 9 lipca rozpoczęła odwrót z Bobrujska, wycofując się do rejonu Berezy Kartuskiej. Od 22 do 24 lipca toczono walki o poszerzenie drogi odwrotu przez to miasteczko. 26 lipca pułk otrzymał rozkaz opuszczenia zajmowanych dotychczasowych stanowisk i odmaszerowania wraz z dywizją w kierunku Bugu. Późną nocą 1 sierpnia dotarto do Janowa Podlaskiego. 7 sierpnia dywizja rozpoczęła odwrót. 12 sierpnia 55 pp stanął w rejonie wsi Gołąb-Bonów (na południowy wschód od Dęblina), stanowiąc odwód 4 Armii, gdzie 15 sierpnia Józef Piłsudski osobiście dekorował pierwszych żołnierzy pułku Srebrnym Krzyżem Virtuti Militari. Otrzymali go: kpt. Edward Korwin-Kossakowski, por. Józef Rataj, ppor. Walenty Matylla, sierż. Teofil Eggebrecht, plut. Roman Nawrot i plut. Stanisław Nowak.
Główne uderzenie w bitwie warszawskiej wykonać miały armie 3 i 4 (frontu środkowego) pod osobistym dowództwem Naczelnego Wodza. Oddziały polskie ruszyły do walnej bitwy 16 sierpnia. 55 pp znajdował się początkowo w odwodzie w miejscowości Irena, następnie przeszedł do Ryk, a wieczorem tego samego dnia przewieziony został samochodami do Garwolina. W dniu następnym został przydzielony do grupy uderzeniowej gen. Michała Milewskiego. Grupa wczesnym rankiem wyruszyła z Garwolina i przez Pużnówkę-Lubice-Kołbiel kierowała się na Mińsk Mazowiecki, tocząc w czasie drogi walkę z nieprzyjacielem. Starła się z oddziałami sowieckiej 8 DS, która wycofywała się znad Wisły. I batalion, idący w straży przedniej, około 10:00 wkroczył do miasteczka, a następnie wyszedł na drogę wiodącą do Mińska Maz. W tym samym czasie siły nieprzyjacielskie (23 i 24 BS z 8 DS) zaatakowały Kołbiel od strony zachodniej i południowo-zachodniej. II batalion, który znajdował się w tamtym rejonie rozpoczął ciężką walkę z próbującym się przebić na wschód przeciwnikiem, ale dopiero przybycie odwodów pułku i kilkugodzinna walka pomogły rozbić siły nieprzyjaciela, otwierając drogę do Mińska Maz. Pułk poniósł tu bardzo duże straty, wynoszące około 100 poległych (w tym z II batalionu 60 żołnierzy) i rannych. W ramach działań dywizji 55 pp przeszedł trasę od Mińska Maz. przez Kałuszyn, Węgrów, Sokołów, Zambrów i Łomżę do Małego Płocka, gdzie 25 sierpnia zakończył swój udział w bitwie warszawskiej. Po kilku dniach odpoczynku pułk został przetransportowany koleją z Łomży do Białej Podlaskiej, a następnie przez Janów Podlaski przeszedł do Motykał, zajmując stanowiska obronne nad Bugiem. Na odcinku tym pułk walczył m.in. od 7 do 9 września pod Żabinką, oraz 16-17 pod Laskowem i Sławną, gdzie poniósł największe straty. Poległo tam 12 strzelców, dowódca l kompanii karabinów maszynowych, ppor. Kazimierz Susoła oraz dowódca 4 kompanii por. Jan Tarnowski, a 5 żołnierzy zostało ciężko rannych.

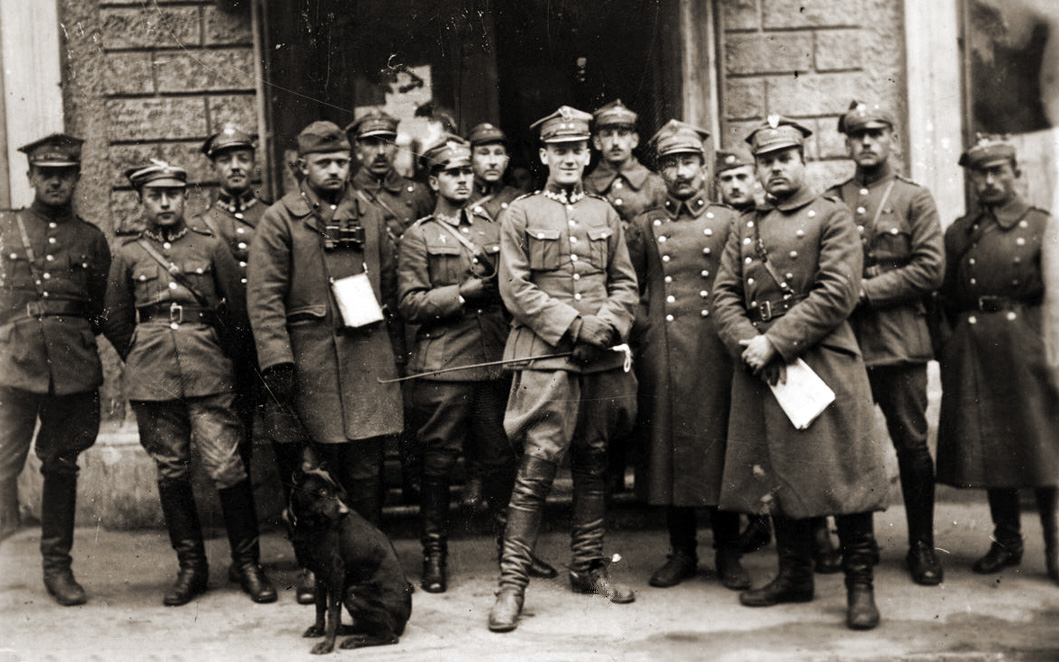
Oficerowie OW ppłk. Gustawa Paszkiewicza (w środku ze szpicrutą) po ponownym zajęciu Mińska Litewskiego

Od 20 września pułk brał udział w zwycięskim marszu 14 DP przez Prużany-Różany-Słonie, tocząc po drodze potyczki. Straty pułku nadal rosły i na tym odcinku szlaku bojowego miał 5 poległych i 24 rannych. Stoczył ciężki bój pod Baranowiczami. 30 września, po opanowaniu tej miejscowości, bataliony I i III zajęły znajdujące się pod miastem stare okopy z początku wojny, a II batalion stanął w odwodzie w Nowo-Baranowiczach. Nieprzyjaciel, korzystając z gęstej mgły, zaatakował oba bataliony rankiem 1 października. Wieczorem II batalion, przechodząc do wsi Litawy, ruszył na nieprzyjaciela. Rozgorzała nocna, trudna walka w labiryncie okopów, której wróg nie wytrzymał i pospiesznie wycofał się. Batalion już bez przeszkód posuwał się dalej, zajmując 3 października Kleck. Pułk swoje sukcesy w obronie Kresów Wschodnich uwieńczył zdobyciem 14 października Mińska Litewskiego. Maszerował dalej jako odwód za 56 pp, a po przekroczeniu rzeki Ptych wysunięty został na czoło kolumny. Jako pierwszy maszerował I batalion, za nim III i II z oddziałem kombinowanym pod dowództwem por. Wilhelma Paszkiewicza (4 kompania karabinów maszynowych, 12 kompania strzelecka i szkoła podoficerska). I batalion, przechodząc przez tor kolejowy Mińsk-Bobrujsk, został zaatakowany z lewego skrzydła, ale odparł ten atak. Oddział por. Paszkiewicza w marszu na Mińsk otrzymał rozkaz obejścia miasta od północy. Do frontalnego szturmu na miasto ruszył III batalion. Do walk ulicznych włączył się również I batalion. Wkrótce miasto zostało wyzwolone.
Wobec prowadzonych w Rydze rozmów rozejmowych pułk wyznaczony został do służby na linii demarkacyjnej. Wymarsz z Mińska na pozycje na lewym brzegu Niemna w okolicy Stołpców nastąpił 15 października. Trzy dni później, 18 października, w Rydze zawarty został rozejm. Po miesiącu służby na linii demarkacyjnej, 21 listopada pułk skierowany został w rejon miejscowości Zelwa. Tutaj, 26 grudnia, Naczelny Wódz Józef Piłsudski dekorował sztandary wszystkich trzech pułków 14 DP Srebrnym Krzyżem Virtuti Militari.

### Mapy walk pułku

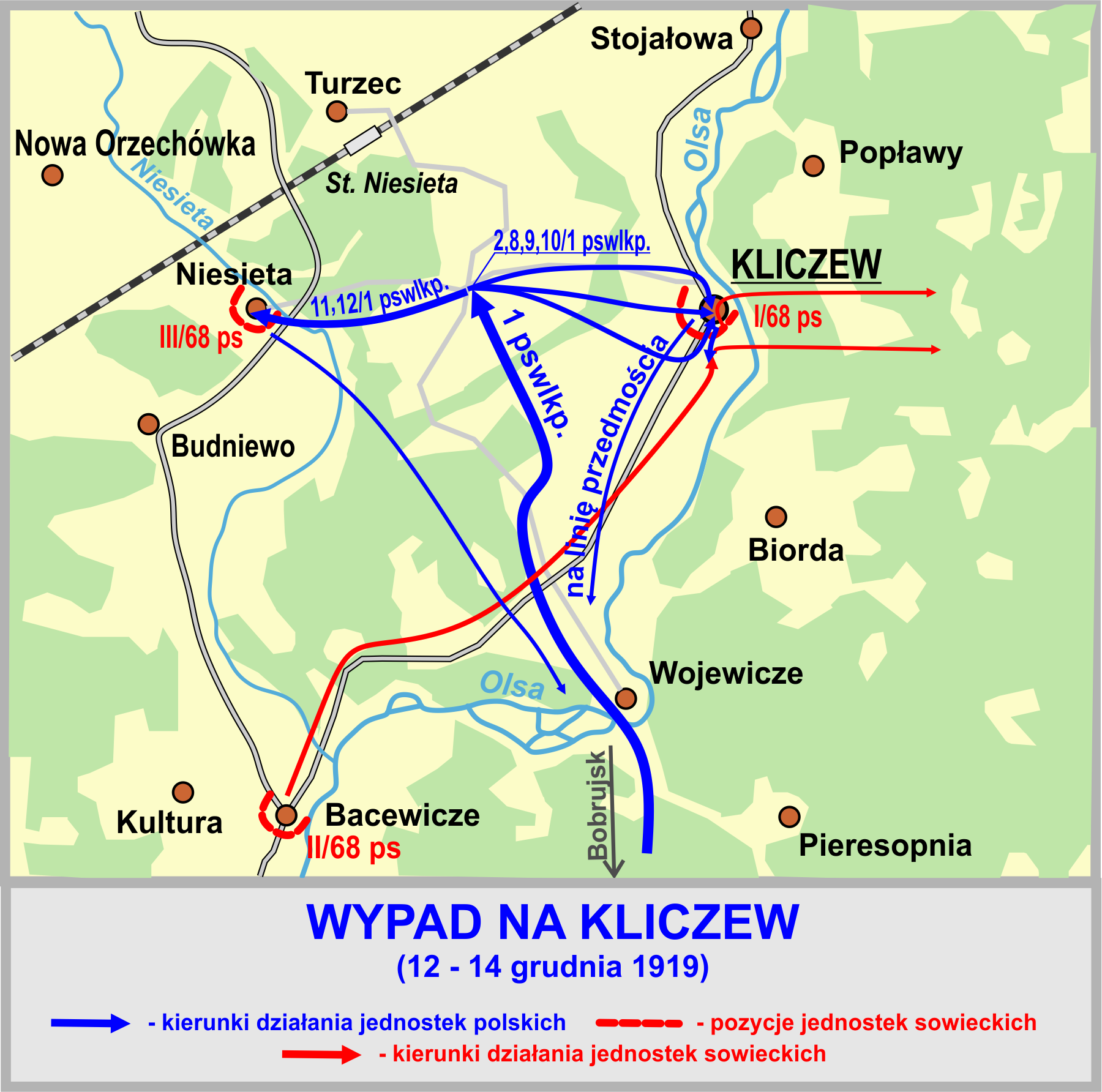
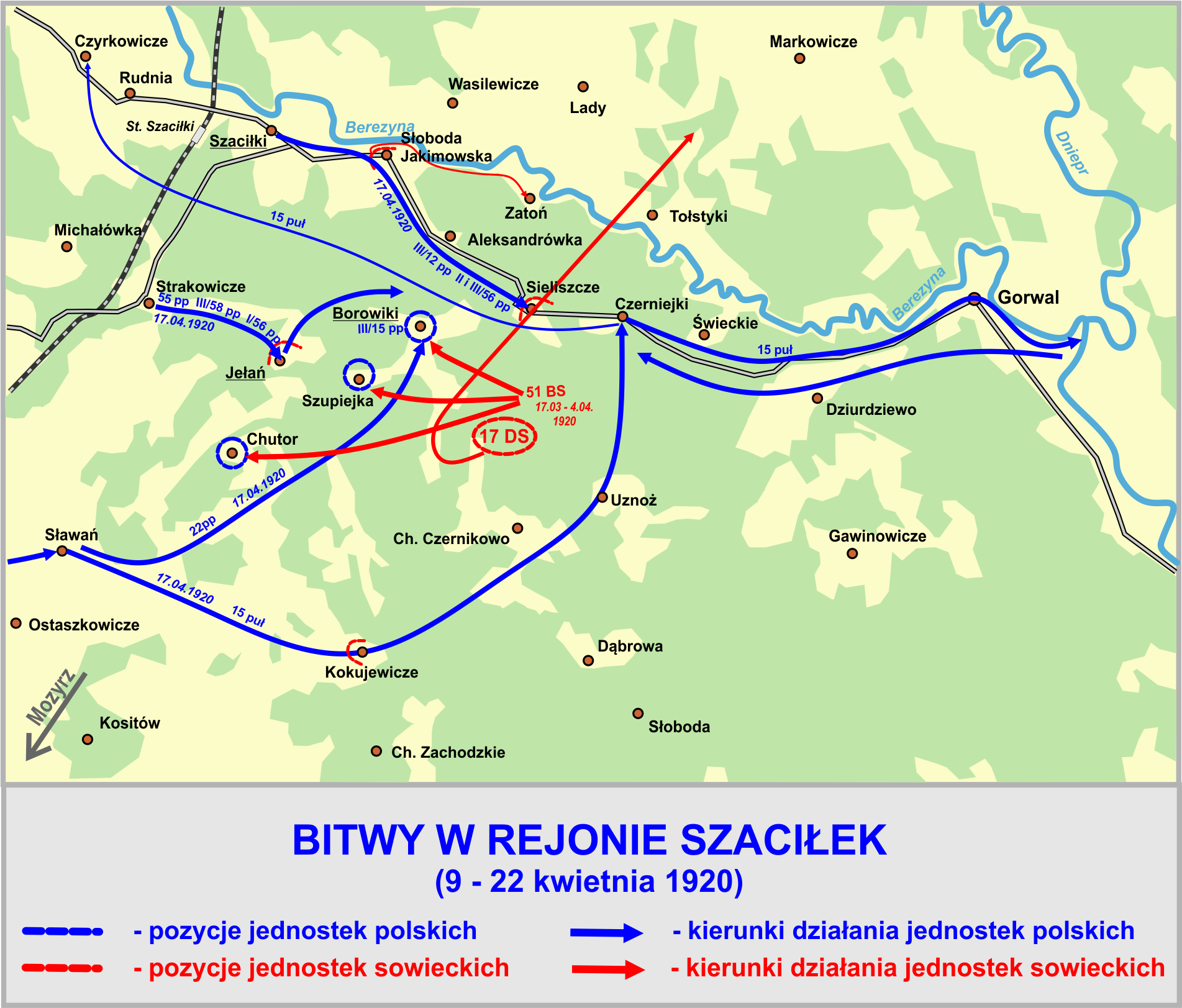
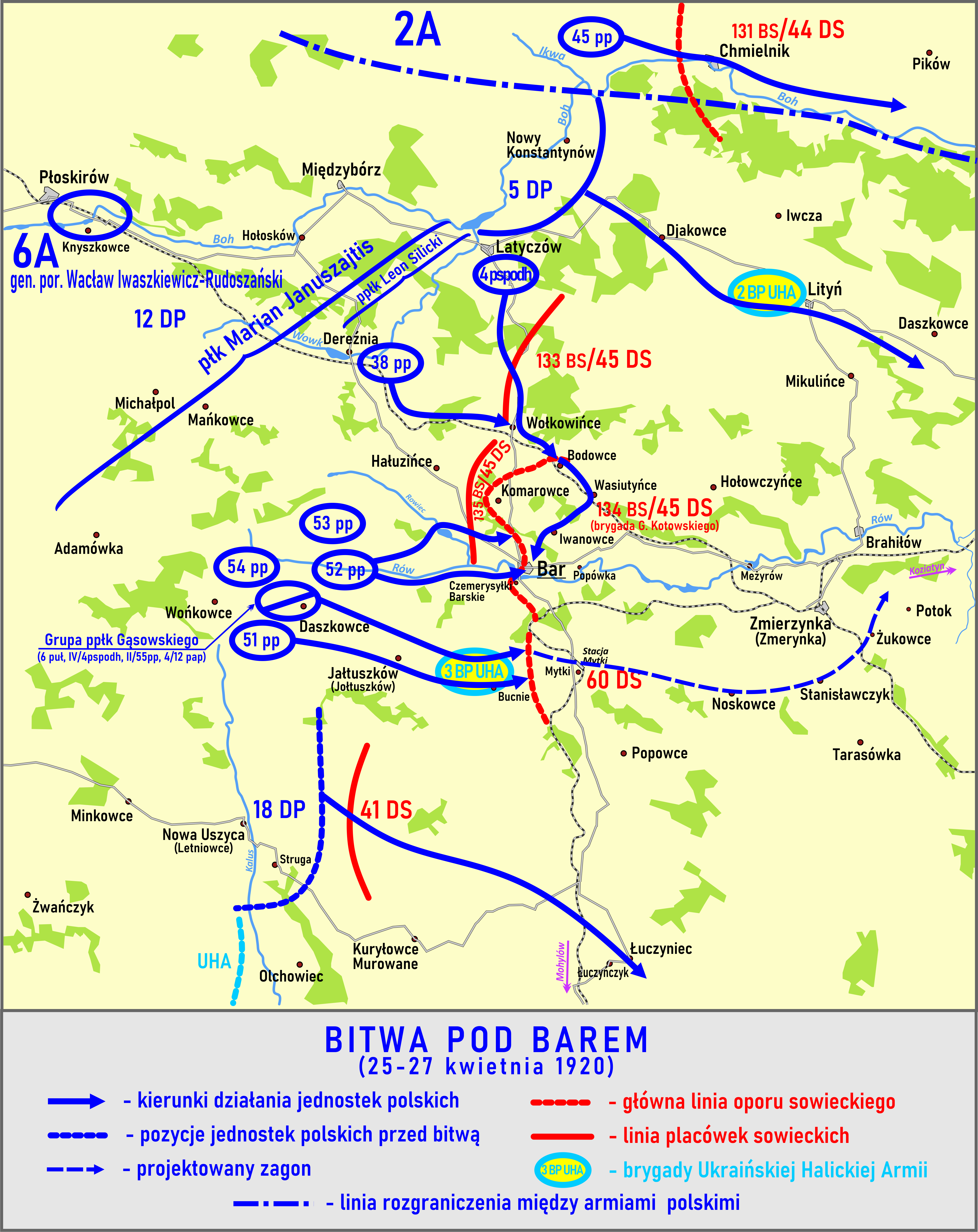
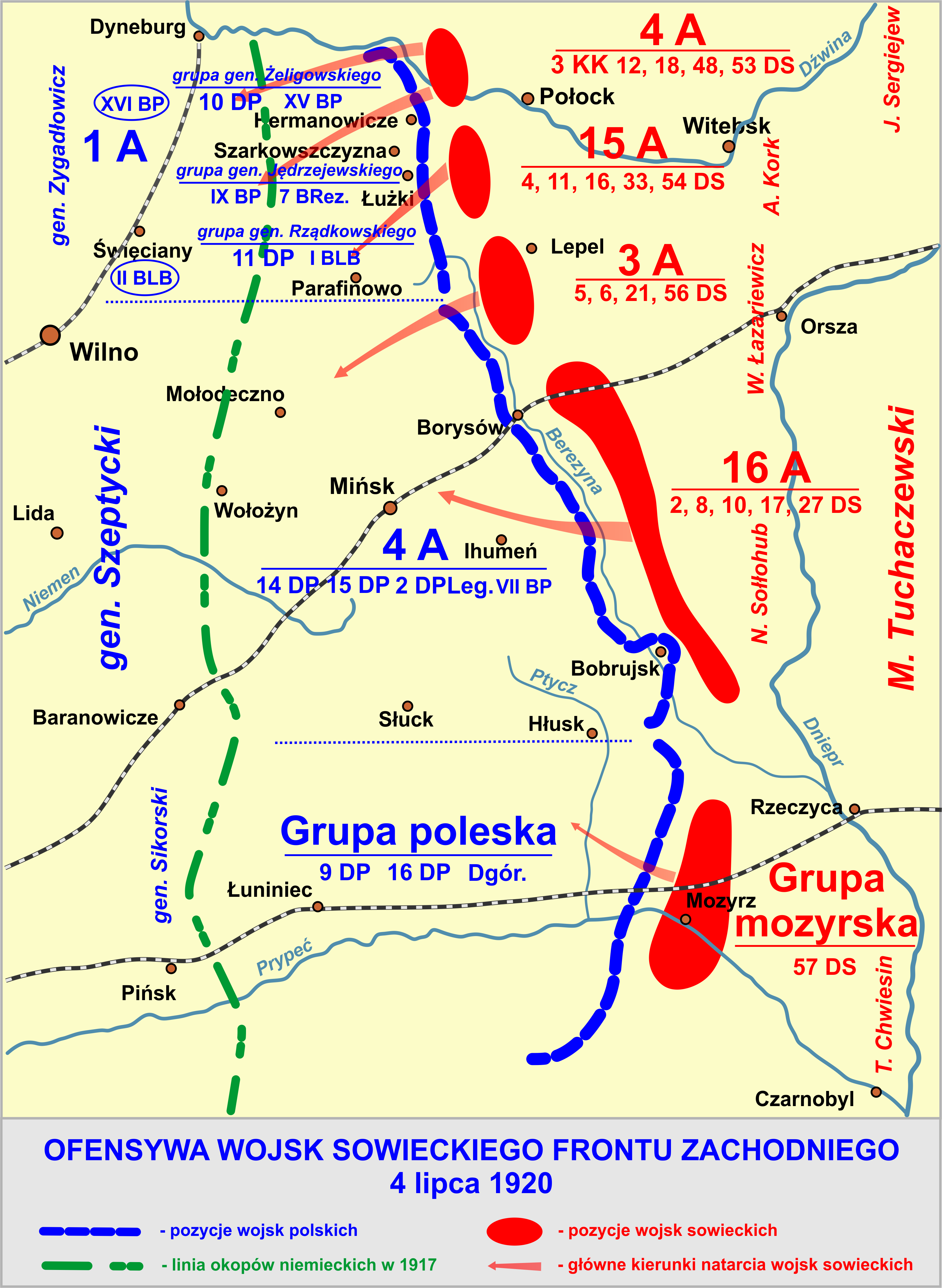
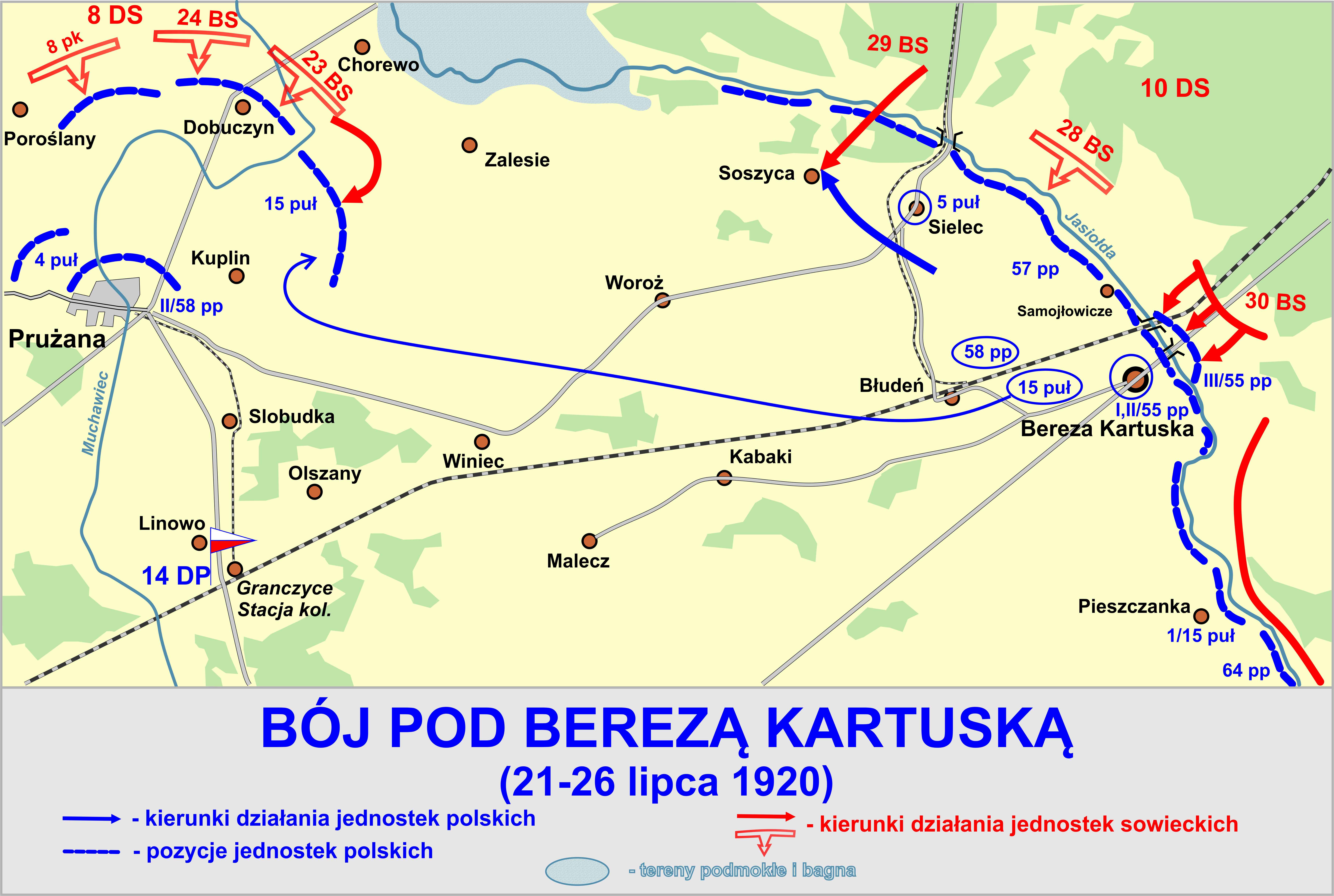
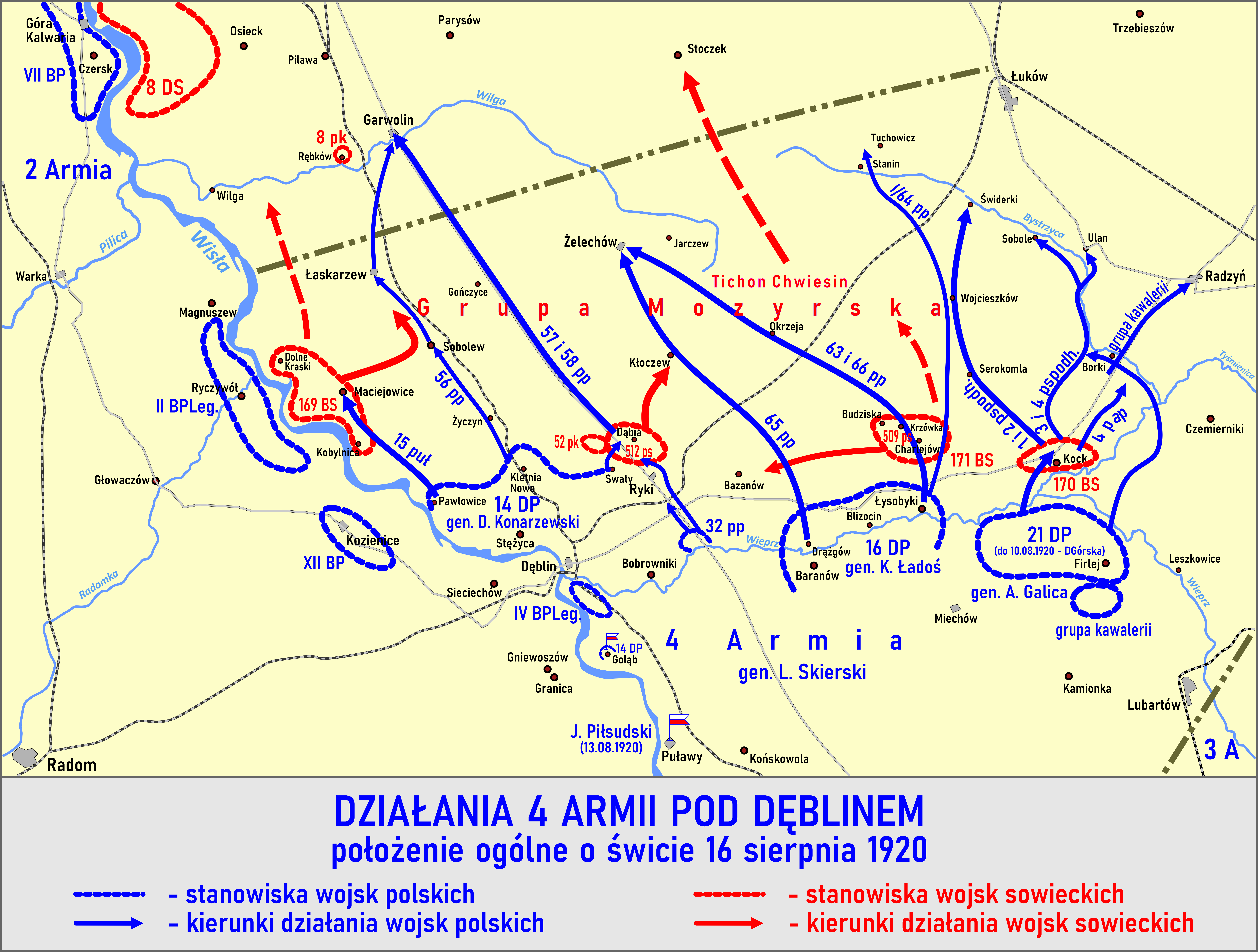
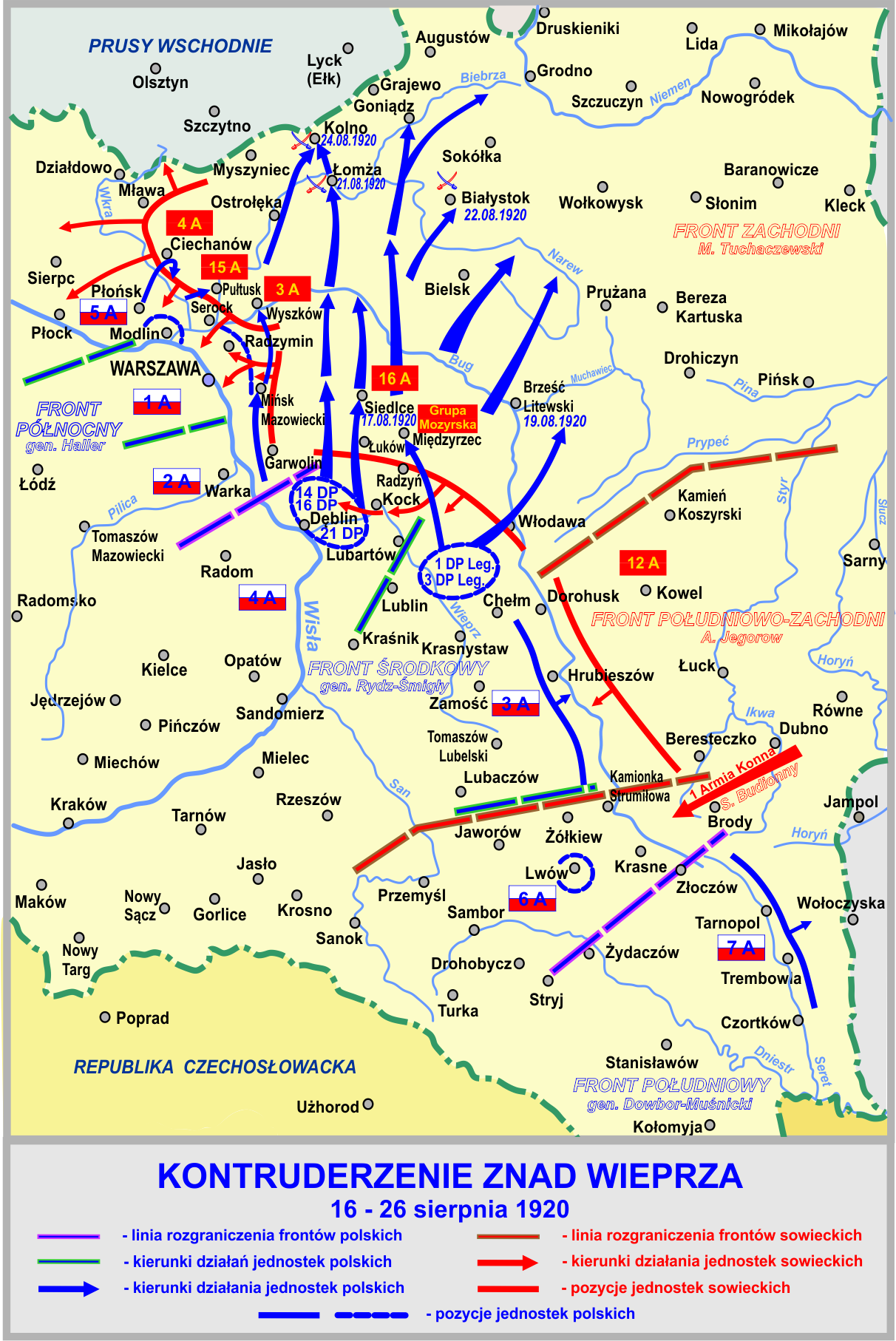
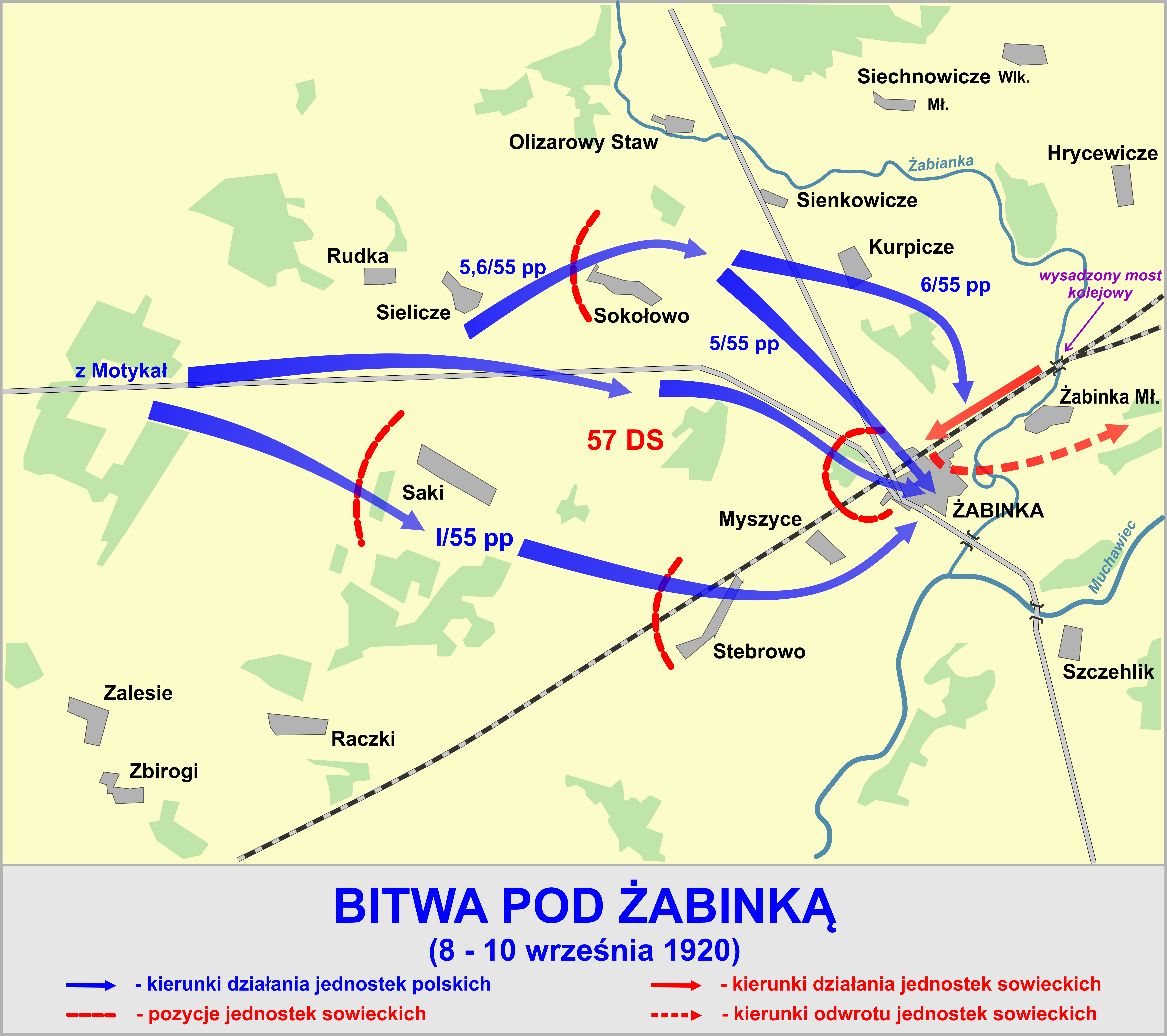
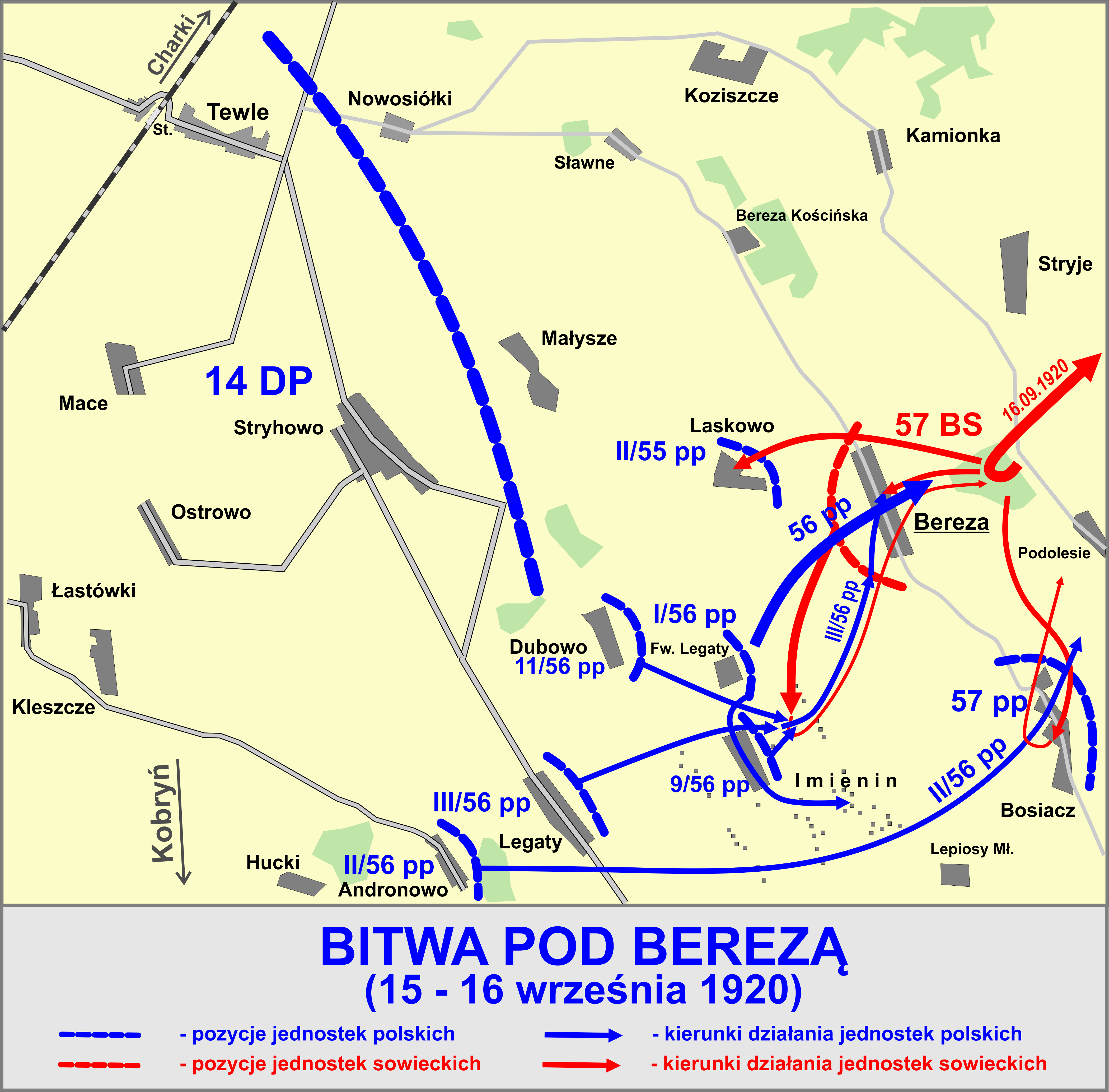
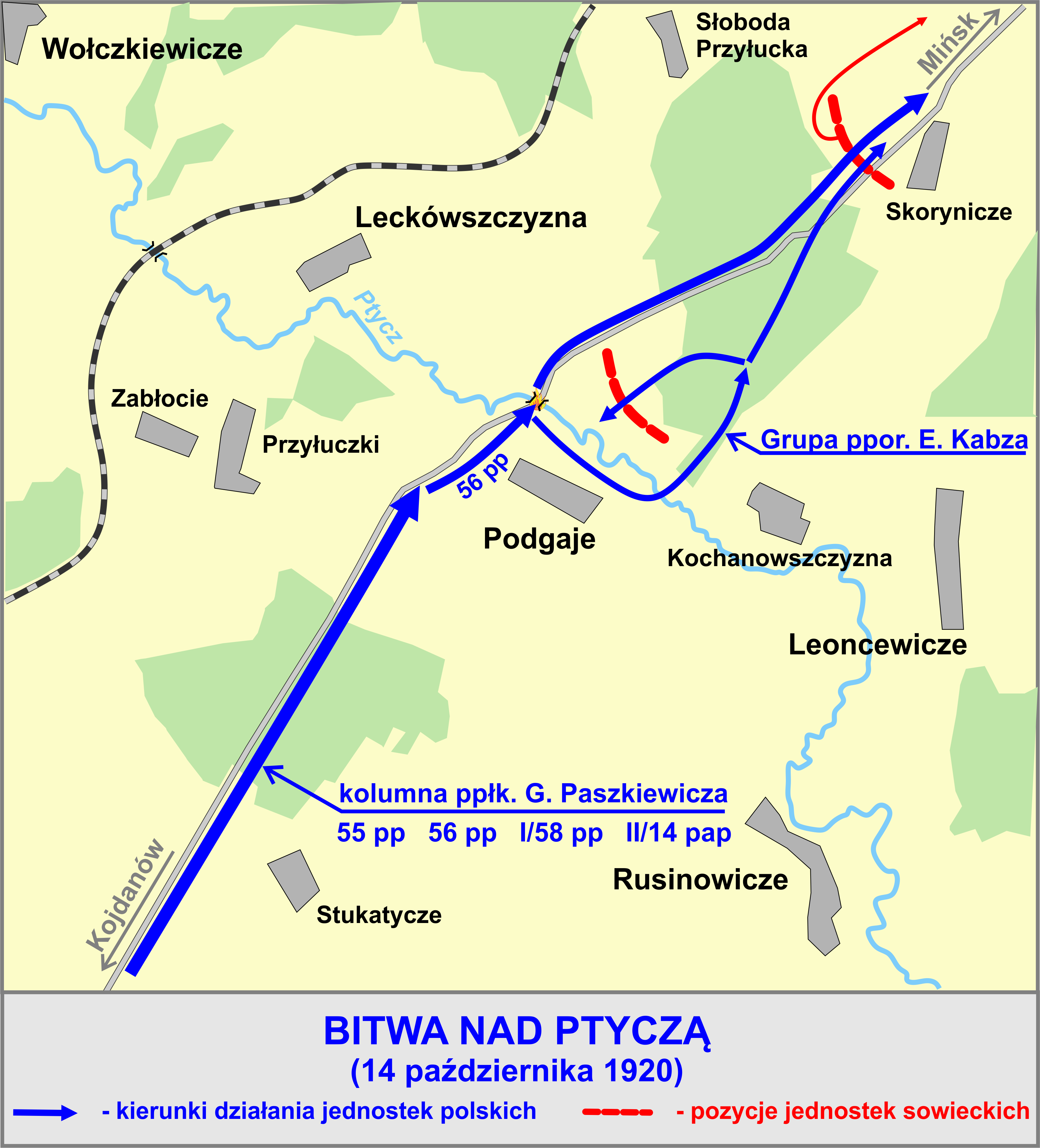
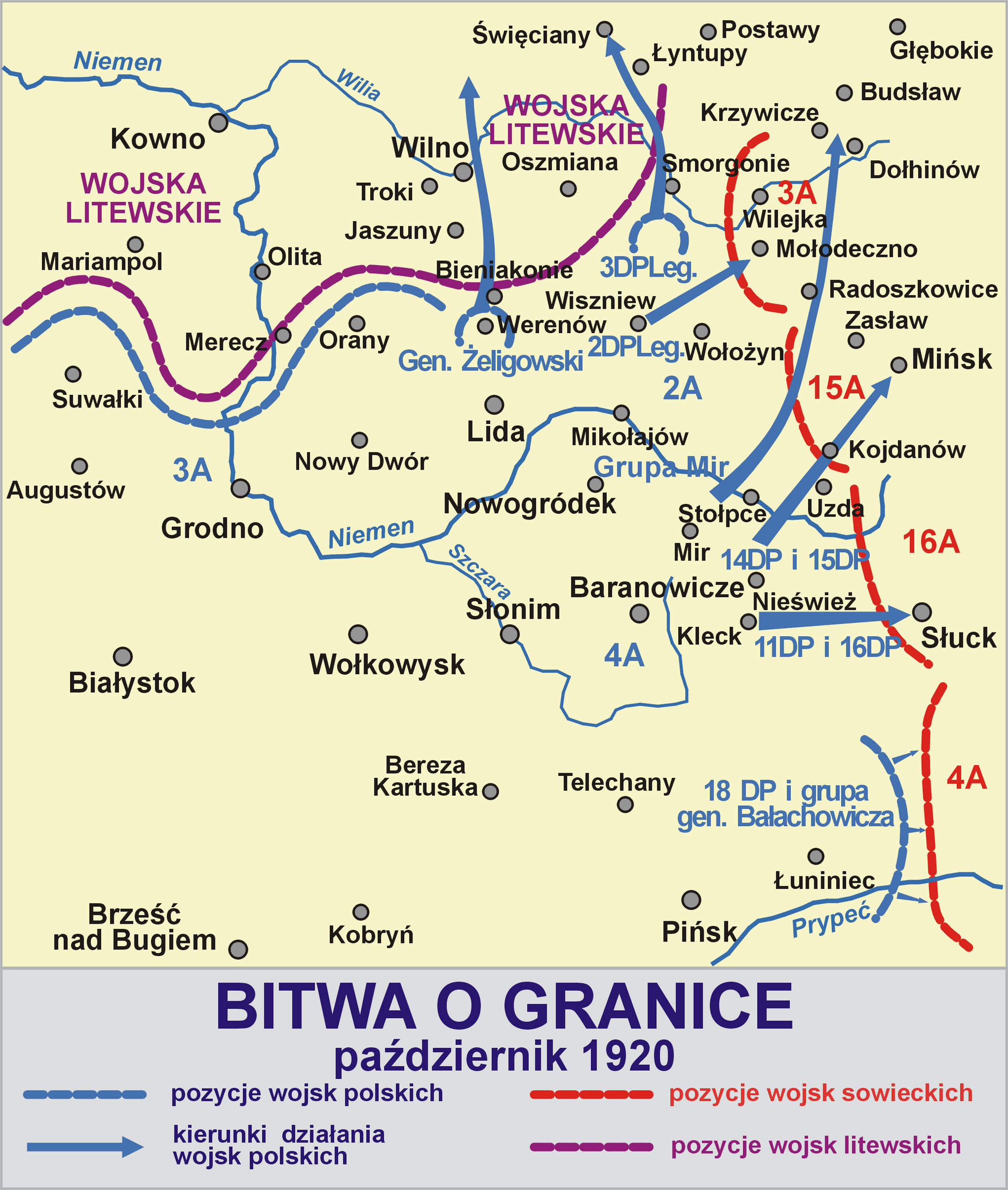

### Kawalerowie Virtuti Militari
| Żołnierze pułku odznaczeni Orderem Wojskowym Virtuti Militari za wojnę 1918-1920 | Żołnierze pułku odznaczeni Orderem Wojskowym Virtuti Militari za wojnę 1918-1920 | Żołnierze pułku odznaczeni Orderem Wojskowym Virtuti Militari za wojnę 1918-1920 | Żołnierze pułku odznaczeni Orderem Wojskowym Virtuti Militari za wojnę 1918-1920 |
| -------------------------------------------------------------------------------- | -------------------------------------------------------------------------------- | -------------------------------------------------------------------------------- | -------------------------------------------------------------------------------- |
| Krzyżem Kawalerskim, Krzyżem Złotym i Krzyżem Srebrnym – płk Gustaw Paszkiewicz  |                                                                                  |                                                                                  |                                                                                  |
| Krzyżem Srebrnym:                                                                |                                                                                  |                                                                                  |                                                                                  |
| chor. Józef Bakoń                                                                | st. szer. Franciszek Bartkowiak                                                  | sierż. Leonard Begoll                                                            | pchor. Witold Chotkowski                                                         |
| ppor. Mieczysław Drogowski                                                       | sierż. Teofil Eggebrecht                                                         | sierż. Stanisław Franciszek                                                      | por. Czesław Ganke                                                               |
| kpt. Michał Głowacki                                                             | por. Zdzisław Goszczyński                                                        | kpr. Stefan Hampel                                                               | szer. Ignacy Grobelniak                                                          |
| por. Ludwik Jakubowski                                                           | kpr. Franciszek Jakubowski                                                       | kpr. Stanisław Jandy                                                             | kpr. Walenty Kaczmażek                                                           |
| kpr. Jan Kołodziejski                                                            | kpt. Edward Korwin-Kossakowski                                                   | st. szer. Andrzej Król                                                           | ppor. Bolesław Krygier                                                           |
| sierż. Andrzej Linka                                                             | szer. Andrzej Majchrzak                                                          | plut. Walenty Marciniak                                                          | por. Walenty Matylla                                                             |
| ppor. Władysław Moszczyński                                                      | szer. Leonard Nawrocki                                                           | plut. Roman Nawrot                                                               | plut. Stanisław Nowak                                                            |
| kpr. Michał Ostenda                                                              | pchor. Stefan Otworowski                                                         | kpr. Kazimierz Panowicz                                                          | ppor. Józef Paszkiewicz                                                          |
| por. Wilhelm Paszkiewicz                                                         | sierż. Jan Paupa                                                                 | st. szer. Sylwester Pawlak                                                       | ppor. Jan Pieńczykowski                                                          |
| szer. Stanisław Portala                                                          | sierż. Władysław Przybył                                                         | szer. Szczepan Przybylski                                                        | kpt. Franciszek Rataj                                                            |
| ppor. Józef Ratajczak                                                            | ppor. Stefan Sieradzon                                                           | ppor. Kazimierz Śniatała                                                         | ppor. Tadeusz Strehl                                                             |
| ppor. Józef Stróżyk                                                              | sierż. Michał Sworek                                                             | ppor. Antoni Szymański                                                           | por. Jan Tarnowski                                                               |
| sierż. Jan Tomaszewski                                                           | ppor. Józef Tomczyk                                                              | kpr. Jan Urbaniak                                                                | plut. Roman Urbański                                                             |
| ppor. Wincenty Wierzejewski                                                      | sierż. Józef Włodarczak                                                          | ppor. Fidelis Włodarski                                                          | por. Stanisław Wolnowski                                                         |
| szer. Franciszek Wolny                                                           | sierż. Bronisław Wyrwa                                                           | por. Mieczysław Zajączkowski                                                     | kpr. Walenty Zamiara                                                             |
| ppor. Feliks Zieliński                                                           | plut. Antoni Ziemecki                                                            | szer. Franciszek Zydorczyk                                                       |                                                                                  |

Ponadto zostali odznaczeni Krzyżem Walecznych: czterokrotnie (42), trzykrotnie (14), dwukrotnie (47), jednokrotnie (555).

## Pułk w okresie pokoju

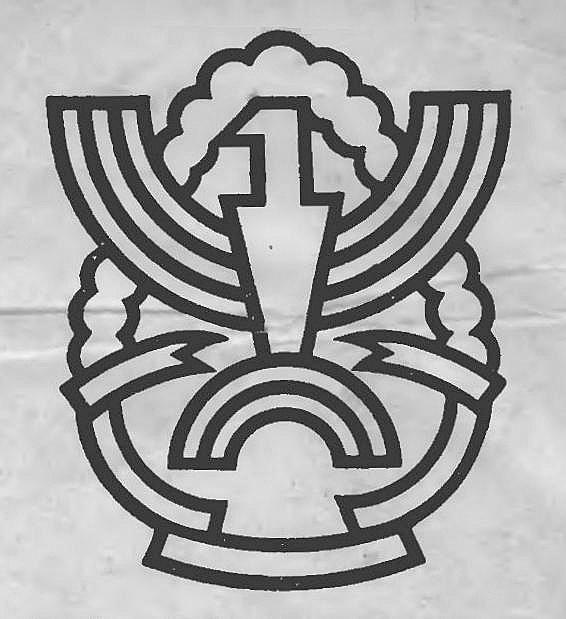
Emblemat 55 pp

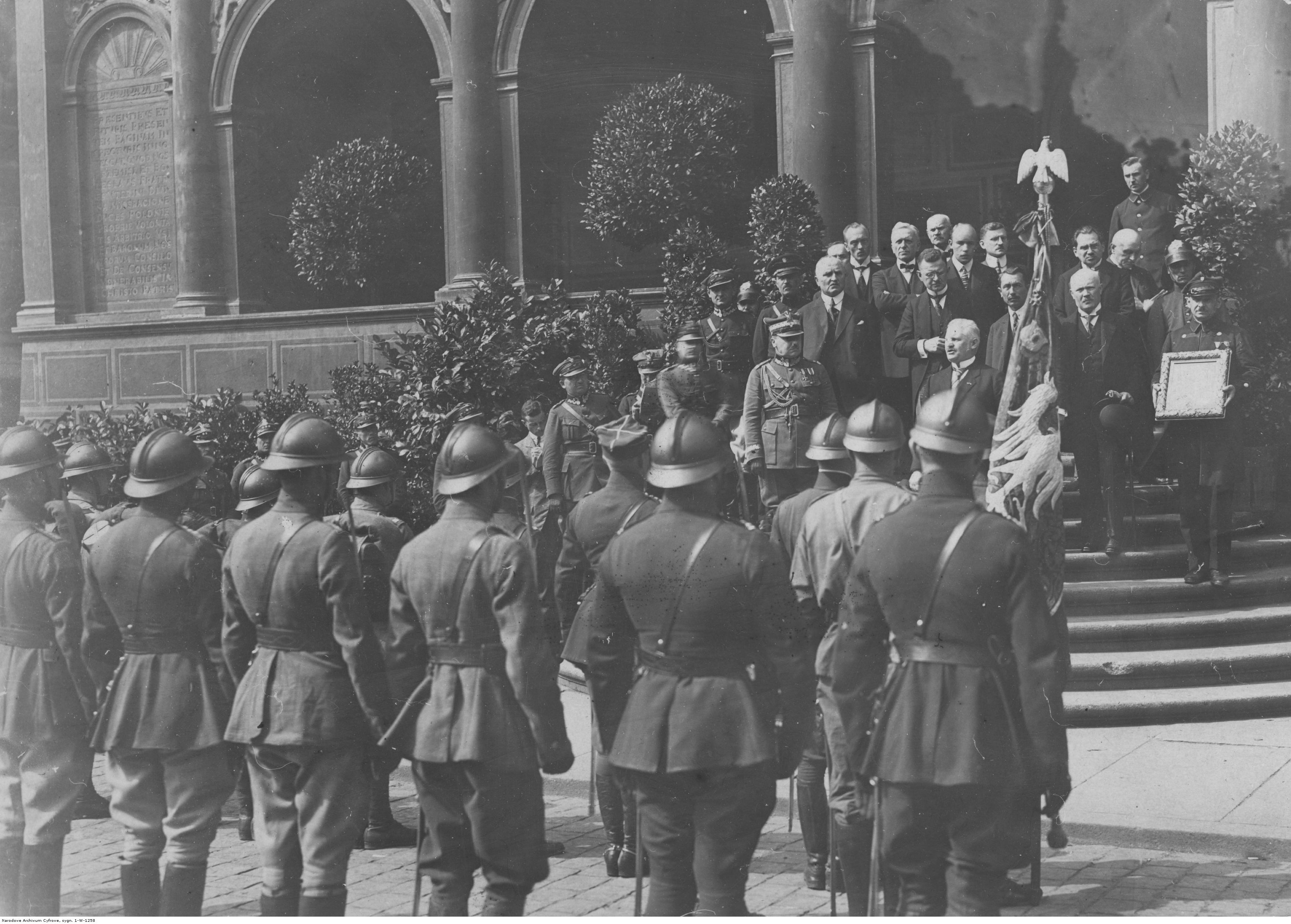
Wręczenie odznaki 55 pp miastu Poznań – przemawia prezydent Poznania Cyryl Ratajski; 1924

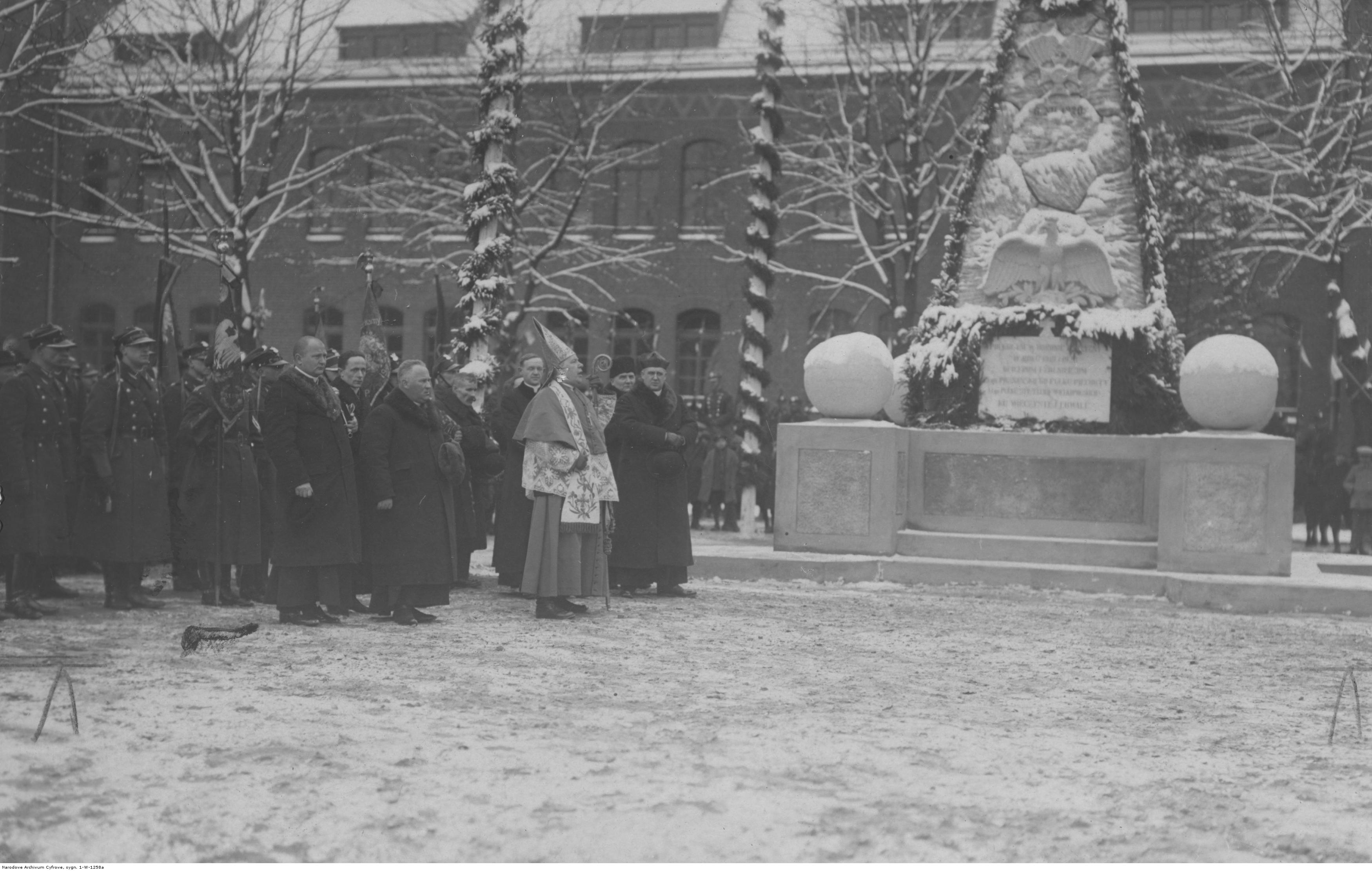
Odsłonięcie pomnika poległych żołnierzy 55 pp w Lesznie – przemawia bp polowy Stanisław Gall; 1928

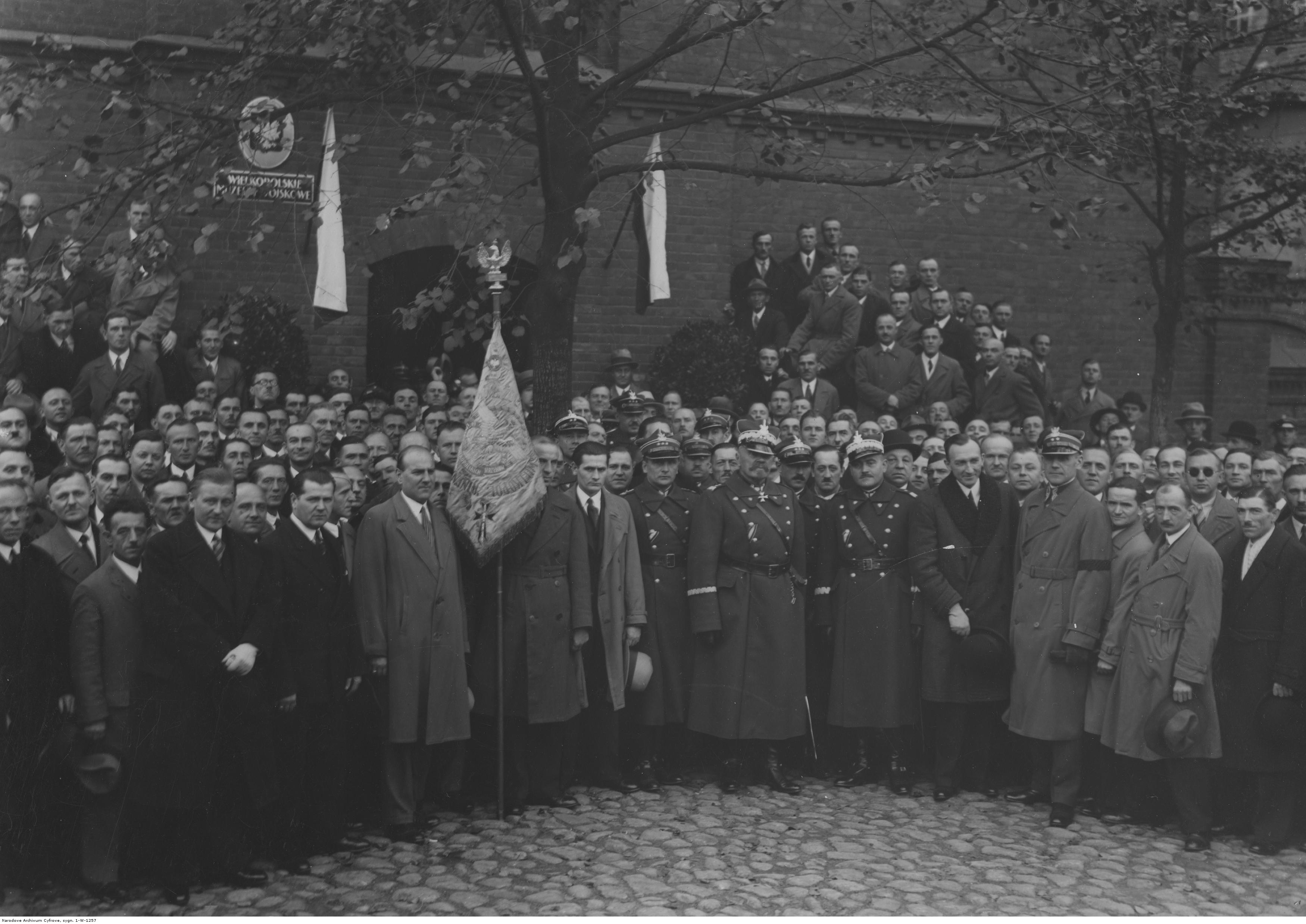
Wręczenie odznaki 14 DP 55 pułkowi piechoty w Poznaniu; październik 1934

W wigilię Bożego Narodzenia 1920 roku pierwsze transporty 55 pp przybyły do Krotoszyna. Tu pułk kwaterował niespełna rok. 23 października 1921 roku przeniesiony został do Leszna Wielkopolskiego. W mieście zakwaterowano dowództwo i I batalion. Pozostałe dwa bataliony zakwaterowano w Rawiczu. Pięć lat później w Lesznie wybudowano nowe koszary, którym nadano imię króla Stanisława Leszczyńskiego. Dowódcą garnizonu był zawsze dowódca 17 pułku ułanów Wielkopolskich.
Kontakty ze społeczeństwem
Pułk utrzymywał ścisłe kontakty ze społeczeństwem i władzami Poznania i Leszna. Jeszcze latem 1920, na wniosek mieszkańców i władz Poznania, 55 pułk piechoty otrzymał miano „Poznański”. Podczas powrotu z ćwiczeń z Biedruska, 25 sierpnia 1924 na Placu Wolności w Poznaniu, prezydentowi Cyrylowi Ratajskiemu wręczono odznakę pamiątkową. Dwa lata później, 24 stycznia 1926, podobna uroczystość odbyła się na rynku w Lesznie. Odznakę ręczono burmistrzowi miasta. W 1937 władze Poznania ufundowały pułkowi wyposażenie świetlicy żołnierskiej. Z kolei ze środków zaoszczędzonych w pułku prowadzono bezpłatną kuchnię dla bezrobotnych. Udzielano też wsparcia dzieciom z ubogich rodzin. W 1938 pułk objął opieką dwie szkoły na kresach wschodnich.
19 maja 1927 roku minister spraw wojskowych marszałek Polski Józef Piłsudski ustalił i zatwierdził dzień 19 stycznia jako datę święta pułkowego.
Sport w pułku
Szkolenie programowe przewidywało dla żołnierzy ćwiczenia fizyczne w wymiarze 2-3 godzin tygodniowo. Czas wolny od zajęć oraz niedziele i święta wykorzystywano na gry sportowe przygotowując drużyny do zawodów o mistrzostwo pułku. Każdego roku urządzano zawody lekkoatletyczne oraz zawody strzeleckie o mistrzostwo pułku. Urządzano także pokazy gimnastyczne dla miejscowego społeczeństwa. Jesienią odbywały się zawody dla oficerów w pięcioboju nowoczesnym, a więc strzelanie z pistoletu, pływanie, szermierka na szable, bieg na przełaj i jazda konna. Lekcji jazdy konnej udzielali instruktorzy 17 pułku ułanów. Specjalny wielobój urządzano także dla kadry podoficerskiej. Obejmował on strzelanie z pistoletu lub karabinu, pływanie, bieg na przełaj oraz boks. W 1939 na szczeblu dywizji w konkurencji oficerskiej zwyciężyli: por. Czesław Czernikiewicz i por. Andrzej Laskowski. Kpt. Stanisław Sosień zajął wówczas piąte miejsce, a por. Tadeusz Nieżychowski szóste. W konkurencji podoficerskiej zwycięstwo odniósł sierż. Andrzej Pawlęty przed sierż. Janem Burneckim, czwarte miejsce zajął st. sierż. Stanisław Kuliberda.
Szkolenie wojsk
Poborowi pochodzili głównie z terenów południowo-zachodniej Wielkopolski, z powiatów leszczyńskiego, kościańskiego, rawickiego, a także nowotomyskiego. Tylko jedna trzecia z nich pochodziła z województw wschodnich. W ciągu osiemnastomiesięcznej służby wojskowej żołnierze przechodzili trzyetapowe szkolenie. W pierwszym półroczu odbywało się przeszkolenie rekruckie, w okresie jesienno-zimowym wybrani żołnierze przechodzili przeszkolenie w plutonach specjalnych: łączności, zwiadowców, przeciwpancernych i pionierów. Inni kierowani byli do pułkowej szkoły podoficerskiej. Równocześnie prowadzono szkolenie specjalistów - celowniczych lekkich i ciężkich karabinów maszynowych, obsługi granatników, a także obserwatorów, gońców, sanitariuszy i kucharzy. Przez ostatnie pół roku doskonalono nabyte umiejętności. Żołnierz kończył służbę ćwiczeniami letnimi, przeprowadzanymi w ramach kompanii, batalionu i pułku czy dywizji. Ćwiczenia przeprowadzano w różnych rejonach kraju. W 1931 pułk ćwiczył w okolicach Konina, w roku następnym pod Wolsztynem, zaś w 1933 między Włoszakowicami a Krzywiniem. W 1935 ćwiczenia odbyły się aż w Borach Tucholskich, a w następnych latach przeprowadzano ćwiczenia w okolicy Poznania. 
Na podstawie rozkazu wykonawczego Ministerstwa Spraw Wojskowych do Departamentu Piechoty o wprowadzeniu organizacji piechoty na stopie pokojowej PS 10-50 z 1930 roku, w Wojsku Polskim wprowadzono trzy typy pułków piechoty. 55 pułk piechoty zaliczony został do typu III pułków piechoty o stanach zbliżonych do wojennych. Na czas wojny przewidywany był do działań osłonowych. Corocznie otrzymywał około 1010 rekrutów. Jego obsadę stanowiło 68 oficerów i 2200 podoficerów i żołnierzy.

## 55 pp w kampanii wrześniowej
Kampanię wrześniową 1939 rozpoczął w składzie Wielkopolskiej Brygady Kawalerii, która została wyznaczona do osłony południowo-zachodniej Wielkopolski na wypadek konfliktu zbrojnego z Niemcami, a którą od czerwca wzmocnił 55 pp. Następnie walczył w składzie macierzystej 14 DP. 

### Mobilizacja
Podczas tzw. cichej mobilizacji marcowej do 55 pp powołano grupę rezerwistów, podnosząc stan pułku do 2500 żołnierzy. Od 6 do 18 sierpnia do pułku zostało powołanych na przeszkolenie 15 oficerów, 7 podchorążych, 77 podoficerów i 630 szeregowych. Przystąpiono również do intensywnego szkolenia pododdziałów. Ćwiczenia przeprowadzano w okolicy Leszna i Rawicza, niedaleko granicy polsko-niemieckiej. Komisariaty Straży Granicznej zostały dodatkowo wzmocnione plutonami piechoty składającymi się z żołnierzy rezerwy pułku. Latem poszczególne pododdziały pułku przystąpiły do budowy umocnień polowych na podstawie wytycznych jakie zostały przekazane przez sztab Armii „Poznań” w kwietniu 1939.
W jednostkach garnizonu leszczyńskiego i rawickiego, gdzie skoszarowany był III/ 55 pp, na początku sierpnia wprowadzono stałe 24-godzinne dyżury oficerskie, a pododdziałom została wydana ostra amunicja. W koszarach czuwało stale ostre pogotowie: w Rawiczu pluton strzelców z bronią maszynową, a w Lesznie jedna kompania strzelecka z plutonem ckm i jeden pluton ułanów, również z plutonem ckm. 23 sierpnia zarządzono mobilizację jednostek pierwszego rzutu. O 4:00 24 sierpnia pułk otrzymał zarządzenie mobilizacyjne telegramem z DOK nr VII w Poznaniu. Pół godziny później dowództwo pułku zwołało odprawę, w czasie której wydano dowódcom batalionów i kompanii dzienniki mobilizacyjne oraz podano termin rozpoczęcia czynności mobilizacyjnych na godzinę szóstą. W koszarach znajdowały się wszystkie pododdziały pułku, poza częścią II batalionu i 7 kompanią III batalionu w Rawiczu, które budowały umocnienia na linii Warty. Poszczególne kompanie mobilizowały się poza koszarami, z wyjątkiem plutonu artylerii piechoty. W koszarach pozostały tylko nadwyżki rezerwistów przewidziane do odesłania do Ośrodka Zapasowego 14 DP w rejonie Kutna. I i III batalion zakończyły mobilizację w ciągu dwunastu godzin, natomiast pozostałe pododdziały pułku zmobilizowały się do 24:00. Pułk po zakończeniu mobilizacji liczył 93 oficerów, 507 podoficerów i 2757 strzelców. Równocześnie zmobilizowane zostały miejscowe bataliony Obrony Narodowej: „Leszno”, „Kościan” i „Rawicz”, które podlegały organizacyjnie dowódcy 55 pp. Przystąpiono również do prac ziemnych. Żołnierze pułku, z pomocą ludności cywilnej, wykopali rowy przeciwpancerne w rejonie Leszna, schrony przeciwlotnicze na przykoszarowym placu oraz przygotowali stanowiska obrony przeciwlotniczej.

### Działania bojowe

#### Walki w obronie Wielkopolski

##### Walki 1 września
Żołnierzy garnizonu leszczyńskiego i rawickiego wybuch wojny zastał na stanowiskach osłonowych zajętych w ostatnich dniach sierpnia. Natarcie Niemców w sile jednej kompanii wyszło około piątej rano wzdłuż szosy Masłowo-Rawicz. Zostali oni zatrzymani na rzece Masłówce przez część 8 kompanii pułku. Po stwierdzeniu, że w rejonie Bojanowa znajdują się znaczne siły nieprzyjaciela, słaba załoga Rawicza została wycofana do Krobi, a do miasta wkroczyli Niemcy. Nieprzyjaciel zajął także Bojanowo, Kaczkowo i okoliczne wioski, ale miejscowości te wkrótce odzyskano. Dowódca l plutonu 5 kompanii ppor. Gędzielewski otrzymał przed południem rozkaz opuszczenia Śremu i udania się do Bojanowa. Niemców tam już nie zastano, bowiem wycofali się wcześniej ponownie za pas graniczny. Pluton przebywał w miasteczku do 2 września patrolując najbliższą okolicę. Zwiadowcy pułku brali udział w walce z Niemcami o miejscowość Kaczkowo stanowiąc odwód i ubezpieczenie na lewym skrzydle batalionu ON „Leszno”. W działaniu na Kaczkowo osiągnięto pełny sukces. Rozbita została kompania nieprzyjaciela, a do niewoli zostało wziętych 15 jeńców. Straty własne wynosiły trzech poległych żołnierzy ON.
1 września w Lesznie funkcję oficera inspekcyjnego garnizonu pełnił por. Grellus. Odebrał on około godziny piątej rano meldunek od jednego z funkcjonariuszy Straży Granicznej w Nowych Długich, że Niemcy dokonali zbrojnego napadu na budynek Straży Granicznej w Nowych Długich. Meldunek przekazano dowódcy obrony Leszna mjr. Dymowskiemu i do sztabu Wielkopolskiej BK w Śremie. Zarządzono alarm dla 2 kompanii, przewidzianej do działań w pasie granicznym i zaalarmowano pozostałe dwie kompanie I batalionu, które zajęły natychmiast przygotowane uprzednio stanowiska obronne. Wkrótce dwa plutony 2 kompanii pod dowództwem kpt. Edmunda Lesisza udały się samochodami w kierunku Lasocic, skąd miały rozpoznawać na Nowe Długie i w razie konieczności wyprzeć nieprzyjaciela za granicę bez jej przekraczania. Do komendy garnizonu napływały na bieżąco meldunki o sytuacji w pasie przygranicznym. Komisarz Straży Granicznej Roland Zamorski przysłał meldunek o napadzie na placówkę w Henrykowie. Sytuacja jednak została opanowana. Nadszedł również kolejny meldunek od kpt. Lesisza, informujący, że grupa około 50 osób przekroczyła w nocy granicę pod wsią Nowe Długie. Grupa ta zdemolowała lokal Urzędu Pocztowego w Starych Długich oraz posterunek Straży Granicznej w Nowych Długich i wycofała się za granicę. W Lesznie dali o sobie znać miejscowi Niemcy, którzy koło 9:00 z willi Niemca Hesinga otworzyli ogień z broni maszynowej w kierunku gmachu Komendy Garnizonu i znajdujących się w pobliżu żołnierzy 2 kompanii. Poległ wówczas pierwszy żołnierz pułku strzelec Paweł Kaprykowski. Celem uniknięcia dalszych strat, kpt. Snitko nakazał w kierunku willi oddać kilka strzałów armatnich, niszcząc prowadzący ogień lekki karabin maszynowy. Dywersanci dawali o sobie znać w różnych punktach miasta, ale sytuację szybko opanowano.

##### Wypad na Wschowę
2 września w godzinach rannych płk Władysław Wiecierzyński wydał rozkaz wyparcia Niemców z Rawicza. Otrzymał, to zadanie do wykonania III batalion ppłk. Jabłońskiego. Pododdziały (bez 7 kompanii) zostały przewiezione do Sarnowy autobusami, skąd wysłano rozpoznanie w kierunku miasta. Akcja została sprawnie przeprowadzona i po krótkiej walce nieprzyjaciel został wyparty uchodząc za pas graniczny.
W godzinach popołudniowych gen. Roman Abraham zaplanował przeprowadzić wypad rozpoznawczy w głąb Rzeszy w kierunku na Wschowę (Fraustadt). Zadanie to otrzymał płk Wiecierzyński, wyznaczając do wypadu 2 kompanię kpt. Lesisza, pluton artylerii piechoty kpt. Snitko i pluton karabinów maszynowych. Jako wsparcie na czas akcji do grupy został przydzielony pluton czołgów (tankietek) rozpoznawczych z 71 dywizjonu pancernego Wielkopolskiej BK. Grupa wypadowa ruszyła w kierunku granicy około godziny czwartej po południu. Piechota została podwieziona autobusami do wsi Długie Stare. Zadanie zaczęto realizować około godziny piątej trzydzieści. Nie czekając na opóźniającą się artylerię i czołgi, l pluton por. Rybczyńskiego zaatakował posterunek graniczy w rejonie wsi Dębowa Łęka (Geyersdorf), a 2 pluton ppor. Konwińskiego otoczył w tym czasie niemiecką strażnicę, koło której niespodziewanie pojawił się nieprzyjacielski patrol na motocyklach. Po wymianie strzałów motocykliści wycofali się, a pluton opanował budynek straży. 3 pluton ppor. Perkiewicza nacierał po linii Długie Stare-Dębowa Łęka. Nacierającą kompanię ubezpieczały od południa czołgi rozpoznawcze oraz przybyła wraz z nimi artyleria pułkowa. Około godziny szóstej wieś została zajęta. Zdobyto broń i motocykle oraz wzięto jeńców. Wkrótce zostały podciągnięte działa i na rozkaz dowódcy pułku kpt. Snitko położył ogień artyleryjski na przedmieścia Wschowy. Wśród Niemców wywołało to ogromną panikę, podczas której podejmowali równocześnie kroki celem ewakuacji miasta. Czołówka polskiego wypadu (pluton ppor. Perkiewicza) dotarła do rogatek Wschowy, a więc około osiem kilometrów w głąb Niemiec. Granica z Rzeszą została przekroczona w tym dniu przez polskie oddziały trzykrotnie.

#### Bitwa nad Bzurą
9 września w sztabie 14 DP we dworze Nowa Wieś odbyła się odprawa dowódców pułków, w czasie której dowódca dywizji, gen. Franciszek Wład, poinformował o utworzeniu Grupy Operacyjnej pod dowództwem gen. Edmunda Knoll-Kownackiego, w ramach której dywizja sforsować miała Bzurę i uderzyć w bok i na tyły niemieckiej 8 Armii maszerującej na Warszawę po osi Łęczyca-Łowicz. W pierwszym rzucie nacierać miały 55 pp i 57 pułk piechoty jako grupa uderzeniowa dowódcy piechoty dywizyjnej płk. Mieczysława Łukoskiego. Grupa, po przekroczeniu Bzury, opanować miała linię: folwark Czarne Pole-Balków¬Goślub-Piekary. Powodzenie jej działania miało być wykorzystane przy opanowaniu miasteczka Piątek i szosy do Łęczycy. Opracowany został przez płk. Wiecierzyńskiego plan natarcia, w którym dla 55 pp przewidywał uderzenie I i II batalionem w pierwszym rzucie. Bataliony, po przekroczeniu rzeki, miały opanować Głupiejewo i Balków i przejść do pościgu na Gaj-Stawy. Dowódca pułku wyznaczył punkt obserwacyjny na wzgórzu koło wiatraka, około pół kilometra od dworu Ktery. Termin natarcia dla całej Grupy Operacyjnej wyznaczono na 18:00. Z meldunków rozpoznawczych wynikało, że teren przyszłego działania 55 pp stanowiła szeroka na około dwa kilometry dolina z licznymi kanałami nawadniającymi, przecięta Bzurą. Znajdujące się po obydwu brzegach rzeki wioski były zabudowane drewnianymi chatami, krytymi najczęściej słomą, a drogi wiodące do szosy Piątek-Łęczyca piaszczyste.
O zmierzchu w kierunku rzeki do ataku ruszyły kompanie pierwszego rzutu. I batalion został ostrzelany przez artylerię nieprzyjaciela. Artyleria I dywizjonu zmusiła celnymi strzałami niemiecką artylerię do milczenia. Był to jedyny okres walki, kiedy polska artyleria miała niewątpliwą przewagę nad bateriami przeciwnika. II batalion opanował Balków, a 6 kompania por. Handke, z dwoma plutonami 5 kompanii, kontynuowała pościg za nieprzyjacielem, docierając do miejscowości Stawy. Kompania po przekroczeniu szosy Łęczyca-Piątek natknęła się pod Stefanowem Łubnickim na stanowiska artylerii niemieckiej. Podczas walki został ranny, a następnie dostał się do niewoli dowódca kompanii. Niemcy wprowadzili do walki oddział cyklistów i samochody pancerne, odcinając Polakom drogę odwrotu. Po ciężkiej walce II batalion przeszedł do odwodu, a na jego miejsce skierowany został III batalion ppłk. Jabłońskiego.
O 8:00 następnego dnia pułk ruszył do dalszego pościgu. I batalion mjr. Dymowskiego po przygotowaniu artyleryjskim ruszył na Gaj Nowy, a III batalion na Stawy, tocząc ciężkie i zacięte walki. I batalion, korzystając z chwilowego zamieszania w obronie nieprzyjaciela, poderwał się do szturmu zajmując Gaj Nowy, a II batalion zdobył Stawy. Niemcy wycofali się w kierunku południowo-wschodnim. Pułk walnie przyczynił się do opanowania przez 57 pp Piątku. Niemiecka obrona zaczęła się pomału załamywać i pułk otrzymał zadanie uchwycenia rejonu Kwilna. Ruszył do pościgu w kierunku Żabokrzeki-Czerników-Borowiec. Na czele pościgu znajdował się III batalion z artylerią. Kiedy batalion zbliżał się do Borowca, został ostrzelany z broni maszynowej, a z pobliskiego lasu wyszła na niego tyraliera wroga. Po krótkiej walce Niemcy wycofali się ponownie do lasu. Pułk, już bez walki, zajął Kwilno i Lorenki, gdzie pozostał do godzin południowych następnego dnia. Posuwający się za pułkiem pluton artylerii piechoty, pluton pionierów i kompania gospodarcza toczyły walkę na skraju lasu w pobliżu Borowca. Walczono z niedobitkami jednego z batalionów niemieckiej 30 DP, którzy wycofując się z Piątku usiłowali przebić się w kierunku Zgierza.
11 września płk Wiecierzyński otrzymał ze sztabu dywizji rozkaz opanowania miejscowości Koźle i Osse jako podstaw wyjściowych do dalszych działań bojowych. Wymarsz w dwóch kolumnach nastąpił około godziny 3:00 po południu, a po dwóch godzinach od wymarszu I batalion zajął Koźle, II Osse, a III Sodówkę, w której stanęło także dowództwo pułku. Artyleria niemiecka ostrzeliwała w tym czasie Koźle i Sadówkę, a następnie z lasu Pludwiny wyszło natarcie 85 pp. Atak został odparty, ale nieprzyjaciel opanował Sadówkę, wypierając z niej III batalion. W wyniku przeciwuderzenia miejscowość została wkrótce zajęta ponownie przez nasze wojska. W wyniku walk pułk i dywizjon artylerii poniosły straty. W czasie walki polegli między innymi: dowódca 1 kompanii por. Lis, dowódca 3 kompanii por. Rybczyński, dowódca 3 kompanii ckm por. Bazylewicz oraz dwaj dowódcy baterii: kpt. Zygmunt Piechocki i por. Zygmunt Lisowski. Ranny został również płk Wiecierzyński, ale pułku nie opuścił. Nieprzyjaciel podejmował także próby ataku na Koźle i Sadówkę, skutecznie bronione przez 55 pp.

##### Walki w rejonie Sochaczewa
13 września w godzinach rannych płk Wiecierzyński otrzymał rozkaz ze sztabu dywizji do opuszczenia dotychczasowych stanowisk i wycofania pułku za Bzurę. Wycofywano się przez spalony Piątek w kierunku na Erminów-Bronisławy-Szwarocin. Dwór Szwarocin jako pierwszy osiągnął w nocy z 15 na 16 września pluton zwiadowców konnych. Po północy, jako pierwszy, III batalion nawiązał kontakt ogniowy z nierozpoznanym nieprzyjacielem, z którym stoczył ciężki bój spotkaniowy. Niemcy utrzymali m. Bronisławy. Batalion stracił ponad połowę stanu osobowego. I batalion zajął w tym czasie Szwarocin Nowy i Bogumiłę, a II Szwarocin Stary. Dowódca pułku, wraz z kompanią techniczną i plutonem artylerii piechoty, zatrzymał się na postój w dworze Szwarocin. Część niemieckich czołgów, które atakowały sztab 14 DP, skierowała się na stanowiska obronne 55 pp w Szwarocinie Starym. Niemieckie natarcie zostało powstrzymane ogniem dział przeciwpancernych. Zniszczono kilka czołgów, zmuszając resztę do odwrotu na zachód. Czołgi zaatakowały również I batalion, zadając mu duże straty. Ze zdziesiątkowanych kompanii płk Wiecierzyński utworzył odwód i wycofał go do zachodniej części Szwarocina Starego. Przegrupowany został także II batalion, który zajął stanowiska w rejonie dworu Szwarocin. W dniu tym pułk utracił łączność ze sztabem dywizji. Wysyłani łącznicy wpadali w ręce wroga lub nie mogli przedostać się przez pierścień nieprzyjaciela. 16 września miała miejsce jedna z wielu tragedii września 1939. W dniu tym, w punkcie opatrunkowym 55 pp w miejscowości Jasieniec, Niemcy wymordowali około 50 rannych żołnierzy. Jednym z dwóch ocalałych świadków tej makabrycznej zbrodni był najmłodszy żołnierz pułku 15-letni wówczas kadet Tadeusz Starzyński. Ofiary tej zbrodni zostały pochowane na Cmentarzu Wojennym w Rybnie.
Przez całą noc z 16 na 17 września artyleria niemiecka ostrzeliwała stanowiska, a pułkowi groziło otoczenie i zniszczenie. Znajdująca się do tej pory na lewym skrzydle 17 Dywizji Piechoty wycofała się. Oczekiwanie na rozkazy było już bezcelowe, dlatego płk Wiecierzyński zdecydował się odmaszerować z pułkiem na północ, gdzie spodziewał się spotkać własne oddziały. Pułk w czasie wycofywania się przez Witonię w kierunku Rybna został ostrzelany ogniem armatnim i poniósł dalsze straty. Stan pułku stopniał do około 700 żołnierzy. Pułk posuwał się dalej w kierunku na Budy Iłowskie. Kiedy kolumna znajdowała się pod miejscowością Nowa Wieś, rozpoczęło się intensywne bombardowanie lotnicze, które trwało do późnych godzin wieczornych. Pułk schronił się do pobliskiego lasu, który wkrótce stał się także obiektem nalotów. Pozostałość pułku zatrzymała się w gajówce Januszew.
Pomimo tego, że pułk znajdował się w okrążeniu, płk Wiecierzyński podjął decyzję o próbie sforsowania Bzury i przebicia się do Puszczy Kampinoskiej. Następnego dnia nawiązana została łączność ze sztabem 14 DP i wówczas dowódca pułku otrzymał rozkaz zebrania rozproszonych oddziałów i przebicia się z nimi przez Bzurę pod Wartkowicami. Resztki pułku miały zbierać się koło miejscowości Kamion. Dołączyły również zdziesiątkowane II i III batalion 58 pułku piechoty i wówczas rozpoczęło się forsowanie Bzury na odcinku na północ od Witkowic. Pierwszy ruszył 55 pp, a za, nim reszta. Niemcy na podchodzące do rzeki bataliony położyli z kierunku Wyszogrodu silny ogień artyleryjski. Atakowały też nieprzyjacielskie czołgi. Pododdziały zostały zmasakrowane przez artylerię i czołgi, ale zdołały przejść przez Bzurę. Silny kontratak niemiecki odrzucił jednak część z nich ponownie za rzekę.

##### Działania bojowe w Puszczy Kampinoskiej
W ciągu nocy z 18 na 19 września 55 pp przestał istnieć jako zwarta jednostka bojowa. Żołnierze, którzy zdołali przejść Bzurę, przebijali się małymi grupkami przez obszary leśne Puszczy Kampinoskiej w kierunku Warszawy. Pozostali przez parę najbliższych dni dostali się do niewoli niemieckiej. Płk Wiecierzyński, który przebijał się z małym oddziałem żołnierzy, 20 września dotarł w okolice Modlina, dostając się do niewoli. Do Kazunia przedarła się część żołnierzy II batalionu mjr. Sosienia. Oddział ten, przebijając się dalej w kierunku Warszawy, stoczył o świcie 20 września swoją ostatnią walkę pod miejscowością Czosnów. Z 55 pp dotarli tu tylko nieliczni żołnierze, zasilając szeregi 60 pp, w ramach którego walczyli aż do kapitulacji.

### Oddział Zbierania Nadwyżek 55 pp
Poza macierzystym pułkiem walczyli też strzelcy wielkopolscy w składzie Ośrodka Zapasowego 14 Dywizji Piechoty. Komendantem oddziału nadwyżek 55 pp był mjr Franciszek Borkowski. OZN 55 pp transportem kolejowym w dniu 28 sierpnia 1939 roku został przewieziony z Leszna Wielkopolskiego do stacji Azory pod Kutnem. Z uwagi na nieprzygotowanie koszar w Kutnie OZN 55 pp zakwaterował się we wsiach Sójki, Wierzbie, Żórawieniec, a dowódca OZN we dworze Sójki. W trakcie mobilizacji powszechnej przybyła duża grupa rezerwistów, wśród nich 99 oficerów rezerwy z których sformowano dodatkową kompanię oficerską.  W dniu 1 września stan oddziału wynosił ok. 1700 żołnierzy, uzbrojenie to 382 kb, 11 rkm i 4 ckm (w tym jeden na taczance). Utworzono 3 kompanie strzeleckie, kompanię km, kompanię oficerską, plutony łączności, zwiadowców, kolarzy, pionierów oraz gospodarczy. Reszta uzbrojenia i umundurowania została zbombardowana w transporcie kolejowym jadącym z Warszawy. 4 września OZN 55 pp w składzie OZ 14 DP wymaszerował z dotychczasowego miejsca postoju poprzez Grodzisk Mazowiecki osiągając 6 września Warszawę, następnie 8 września przez Sulejówek do Mińska Mazowieckiego. W trakcie marszu odłączyła się 2 kompania por. Macioła i tabory pod dowództwem kpt. Stanisława Madolińskiego. Stacjonujący w lesie obok Mińska batalion nadwyżek 55 pp przez 1,5 godz. był bombardowany przez niemieckie lotnictwo. 8 września batalion wszedł w skład Grupy Operacyjnej „Wyszków”, a od 11 września w skład Frontu Północnego gen. Dąb-Biernackiego. Większość oddziału nadwyżek weszła w skład 39 Dywizji Piechoty rez., kilku oficerów 58 pp dołączyło do „Samodzielnego batalionu Dzieci Lubelskich”, duża grupa oficerów i żołnierzy dotarła do 50 Dywizji Piechoty rez. i 60 Dywizji Piechoty rez. 2 kompania por. Macioła i grupa ppor. Huberta jako kompania „Rawicz” w składzie batalionu improwizowanego mjr. Ojrzanowskiego stoczyła zaciętą i zwycięską walkę o wieś Sobianowice z wojskami niemieckimi. 28 września batalion przeprowadził nieudane natarcie na Lublin, kompania „Rawicz” nacierała przez wieś Długie; w trakcie walki utraciła w poległych, rannych i wziętych do niewoli 50% stanu osobowego. Pozostałość kompanii por. Macioła wycofała się w kierunku Kocka, 1 października weszła w skład batalionu „Wilk” mjr Adama Wilczewskiego. Po wypoczynku 3 października weszła do walki w Serokomli, toczyła potyczki w rejonie wsi Czarnej, Konorzatki oraz Grabiny. 4 października walczyli w rejonie dworu Gułów, a wieczorem osłaniali wieś Horodzieżanka, gdzie kwaterował sztab gen. Franciszka Kleeberga dowódcy SGO „Polesie”. 6 października kompania skapitulowała.
| Struktura organizacyjna i obsada personalna we wrześniu 1939 | Struktura organizacyjna i obsada personalna we wrześniu 1939 |
| Stanowisko                                                   | Stopień, imię i nazwisko                                     |
| Dowództwo                                                    | Dowództwo                                                    |
| ------------------------------------------------------------ | ------------------------------------------------------------ |
| dowódca pułku                                                | płk piech. Władysław Wiecierzyński                           |
| I adiutant                                                   | kpt. Józef Zielonka                                          |
| II adiutant                                                  | ppor. rez. Marian Gawron                                     |
| oficer informacyjny                                          | por. Edward Michałowski                                      |
| oficer łączności                                             | por. Antoni Jarociński                                       |
| kwatermistrz                                                 | kpt. int. Albin Bogucki                                      |
| oficer płatnik                                               | por. Jan Kazimierz Wiśniewski                                |
| oficer żywnościowy                                           | chor. Władysław Przybył                                      |
| naczelny lekarz                                              | kpt. dr Franciszek Michał Amałowicz                          |
| kapelan                                                      | kpl. rez. ks. Edward Frąckowiak                              |
| dowódca kompanii gospodarczej                                | ppor. rez. Krzysztof Antoni Stanisław Morawski               |
| I batalion                                                   |                                                              |
| dowódca I batalionu                                          | mjr Jan Bartłomiej Dymowski                                  |
| adiutant batalionu                                           | ppor. Zbigniew Józef Janowski                                |
| oficer płatnik                                               | ppor. Antoni Jaśkiewicz                                      |
| oficer żywnościowy                                           | ppor. Kazimierz Grzegorczyk                                  |
| lekarz batalionu                                             | ppor. lek. Antoni Korkowski                                  |
| dowódca plutonu łączności                                    | ppor. Marian Grzela                                          |
| dowódca 1 kompanii strzeleckiej                              | por. Edward Jan Lis                                          |
| dowódca I plutonu                                            | por. Marian Grellus                                          |
| dowódca II plutonu                                           | ppor. Stefan Jauksz                                          |
| dowódca III plutonu                                          | ppor. Bruno Jasiński                                         |
| dowódca 2 kompanii strzeleckiej                              | kpt. Edmund Lesisz                                           |
| dowódca I plutonu                                            | por. Stanisław Rybczyński                                    |
| dowódca II plutonu                                           | ppor. Władysław Konwiński                                    |
| dowódca III plutonu                                          | ppor. Stefan Perkiewicz                                      |
| dowódca 3 kompanii strzeleckiej                              | por. Adam Teofil Władysław Dębski                            |
| dowódca I plutonu                                            | ppor. Benedykt Machnikowski                                  |
| dowódca II plutonu                                           | ppor. Michał Sawulak                                         |
| dowódca III plutonu                                          | ppor. Tadeusz Wachowiak                                      |
| dowódca 1 kompanii km i br. tow.                             | por. Maksymilian Nieborak                                    |
| dowódca II plutonu                                           | ppor. Józef Kaźmierski                                       |
| dowódca III plutonu                                          | ppor. Józef Kąkolewski                                       |
| dowódca IV plutonu (taczanki)                                | ppor. Leszek Nowacki                                         |
| dowódca plutonu moździerzy                                   | ppor. Wacław Szałaga                                         |
| II batalion                                                  |                                                              |
| dowódca II batalionu                                         | mjr Stanisław Sosień                                         |
| adiutant batalionu                                           | ppor. rez. mgr Jerzy Stanisław Gronowski                     |
| oficer płatnik                                               | ppor. Stefan Pużycki                                         |
| oficer żywnościowy                                           | ppor. Kazimierz Klabiński                                    |
| lekarz batalionu                                             | ppor. lek. Dominik Perz                                      |
| dowódca plutonu łączności                                    | ppor. Józef Smakulski                                        |
| dowódca 4 kompanii strzeleckiej                              | por. rez. Marceli Kabza                                      |
| dowódca I plutonu                                            | ppor. Krzysztof Hofman                                       |
| dowódca II plutonu                                           | ppor. rez. Franciszek Domagała                               |
| dowódca III plutonu                                          | ppor. rez. Hieronim Zapłata                                  |
| szef kompanii                                                | sierż. Władysław Dymalski                                    |
| dowódca 5 kompanii strzeleckiej                              | por. Władysław Sokół                                         |
| dowódca I plutonu                                            | ppor. Józef Dzięgielewski                                    |
| dowódca II plutonu                                           | ppor. Narcyz Książkiewicz                                    |
| dowódca III plutonu                                          | ppor. Jan Kołakowski                                         |
| dowódca 6 kompanii strzeleckiej                              | por. Teobald Julian Handke                                   |
| dowódca I plutonu                                            | ppor. Tadeusz Graczyk                                        |
| dowódca II plutonu                                           | ppor. Cyryl Pstrąg-Bieleński                                 |
| dowódca III plutonu                                          | ppor. Tadeusz Klekacki                                       |
| dowódca 2 kompanii km i br. tow.                             | kpt. Władysław Korwin-Piotrowski                             |
| dowódca I plutonu                                            | ppor. Antoni Filipowski                                      |
| dowódca II plutonu                                           | ppor. Mieczysław Owsianowski                                 |
| dowódca III plutonu                                          | ppor. Alojzy Wirdt                                           |
| dowódca IV plutonu (taczanki)                                | por. Henryk Krystek                                          |
| III batalion                                                 |                                                              |
| dowódca III batalionu                                        | ppłk Roman Ludwik Jabłoński                                  |
| adiutant batalionu                                           | ppor. rez. Józef Nowak                                       |
| oficer płatnik                                               | ppor. Jan Sobański                                           |
| oficer żywnościowy                                           | ppor. Hubert Początek                                        |
| lekarz batalionu                                             | kpt. lek. Stanisław Oracz                                    |
| dowódca plutonu łączności                                    | ppor. Władysław Prędkowski                                   |
| dowódca 7 kompanii strzeleckiej                              | por. Czesław Kazimierski                                     |
| dowódca I plutonu                                            | ppor. Franciszek Szczot                                      |
| dowódca II plutonu                                           | ppor. Jan Adamczak                                           |
| dowódca III plutonu                                          | ppor. Stefan Adamski                                         |
| dowódca 8 kompanii strzeleckiej                              | kpt. rez. Stefan Otworowski                                  |
| dowódca I plutonu                                            | por. Julian Bidowaniec                                       |
| dowódca II plutonu                                           | ppor. Zbigniew Jankowski                                     |
| dowódca III plutonu                                          | ppor. Tadeusz Orlicki                                        |
| dowódca 9 kompanii strzeleckiej                              | kpt. Zbigniew Stanisław Rzymowski                            |
| dowódca I plutonu                                            | ppor. Józef Marcinkowski                                     |
| dowódca II plutonu                                           | ppor. Zenon Tkaczuk                                          |
| dowódca III plutonu                                          | ppor. Franciszek Guenther                                    |
| dowódca 3 kompanii ckm                                       | kpt. Eugeniusz Kosiński                                      |
| dowódca I plutonu                                            | ppor. Stanisław Bazylewicz                                   |
| dowódca II plutonu                                           | ppor. Stanisław Bisiel                                       |
| dowódca III plutonu                                          | ppor. Mieczysław bajon                                       |
| dowódca IV plutonu (taczanki)                                | ppor. Miron Białachowski                                     |
| dowódca plutonu moździerzy                                   | ppor. Stanisław Poprawski                                    |
| Pododdziały specjalne                                        |                                                              |
| dowódca kompanii zwiadowców                                  | por. Kazimierz Franciszek Kubicki                            |
| dowódca plutonu konnych zwiadowców                           | ppor. kaw. rez. Leon Wojciech Ciszak                         |
| dowódca plutonu kolarzy                                      | ppor. Jan Piaszczyński                                       |
| dowódca kompanii przeciwpancernej                            | por. Henryk Jan Hromada                                      |
| dowódca I plutonu                                            | ppor. Stanisław Cugier                                       |
| dowódca II plutonu                                           | ppor. Mieczysław Pernak                                      |
| dowódca III plutonu                                          | ppor. Sylwester Król                                         |
| dowódca plutonu artylerii piechoty                           | kpt. art. Ludwik Śnitko                                      |
| zastępca dowódcy plutonu artylerii piechoty                  | ppor. Józef Nietsche                                         |
| dowódca plutonu pionierów                                    | por. Włodzimierz Słojewski                                   |
| dowódca plutonu łączności                                    | ppor. rez. Zbigniew Edmund Przybylski                        |
| dowódca plutonu przeciwgazowego                              | ppor. rez. Marian Smardz                                     |
| Batalion zapasowy (Oddział Zbierania Nadwyżek)               |                                                              |
| dowódca                                                      | mjr Franciszek Borkowski                                     |
| adiutant batalionu                                           | por. Adelin Winkler                                          |
| dowódca plutonu gospodarczego                                | ppor. Leon Siudziak                                          |
| dowódca plutonu łączności                                    | ppor. Stanisław Jalewski                                     |
| dowódca plutonu zwiadu                                       | ppor. Franciszek Śniady                                      |
| dowódca plutonu pionierów                                    | ppor. Ludwik Wolniewicz                                      |
| dowódca plutonu kolarzy                                      | Jerzy Rzepa                                                  |
| dowódca 1 kompanii strzeleckiej                              | por. Jan Raszewski                                           |
| dowódca 2 kompanii strzeleckiej                              | por Antoni Macioł                                            |
| dowódca 3 kompanii strzeleckiej                              | kpt. Władysław Zych                                          |
| dowódca kompanii ckm                                         | ppor. Henryk Gruszczyński                                    |
| dowódca kompanii oficerskiej                                 | por. Wiktor Nowakowski                                       |

## Symbole pułkowe

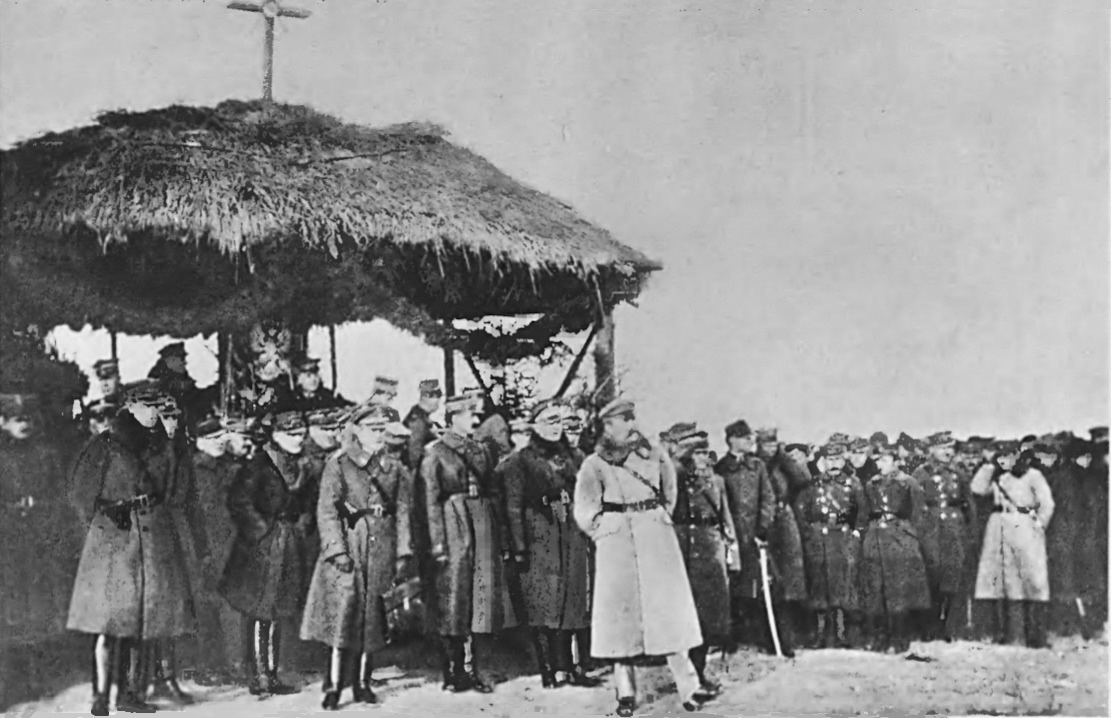
Marszałek Józef Piłsudski przemawia przed dekoracją chorągwi 55 pp; Zelwa, 6 grudnia 1920

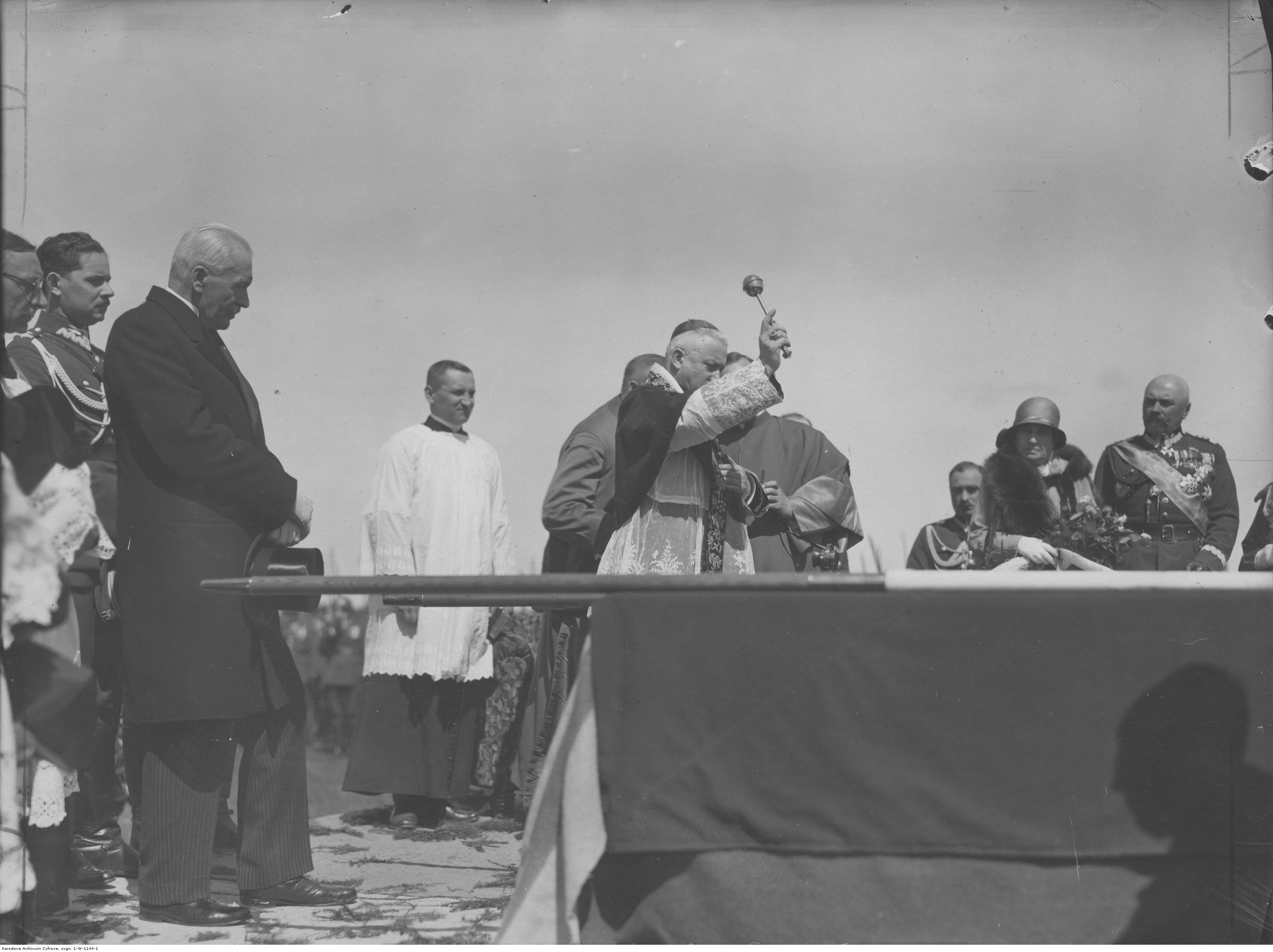
Święto 14 DP w Biedrusku – prymas August Hlond dokonuje poświęcenia sztandarów. Z lewej prezydent RP Ignacy Mościcki, 1. z prawej gen. Daniel Konarzewski; 20 maja 1929.

### Sztandar
Pierwszą chorągiew wręczono pułkowi w 1919 roku. 6 grudnia 1920 roku w Zelwie marszałek Polski Józef Piłsudski udekorował chorągiew Krzyżem Srebrnym Orderu Virtuti Militari. Nową chorągiew, dar społeczeństwa Poznania, Rawicza i Leszna wręczył pułkowi Ignacy Mościcki w Biedrusku 20 maja 1929 roku.
Od 28 stycznia 1938 roku chorągiew pułkowa zaczęła być oficjalnie nazywana sztandarem.

### Odznaka pamiątkowa
30 stycznia 1923 roku Minister Spraw Wojskowych zatwierdził i zezwolił na noszenie odznaki pamiątkowej 1 pułku Strzelców Wielkopolskich. Odznakę o wymiarach 41x41 mm stanowi srebrny orzeł z szeroko rozpostartymi skrzydłami w złotej koronie, z zerwanymi okowami przymocowanymi do łap, umieszczony na tle oksydowanego wieńca z biało emaliowaną wstęgą z napisem „1919 1 PUŁK STRZELCÓW WIELKOPOLSKICH”. Trzyczęściowa – wykonana w srebrze, emaliowana, na rewersie próba srebra i imiennik grawera IK. Projekt: Wincenty Wierzejewski. Wykonanie: Jan Knedler – Warszawa.

## Strzelcy wielkopolscy
Dowódcy pułku
- płk piech. Daniel Konarzewski (19 I – 9 VII 1919)
- ppłk pd SG Gustaw Paszkiewicz (19 VII 1919 – 15 X 1923 → słuchacz Kursu Doszkolenia W.S.Woj.)
- ppłk / płk SG Rudolf Kawiński (15 X 1923 – 14 X 1924 → szef sztabu OK V)
- płk dypl. piech. Józef Kustroń (18 I 1925 – 1 II 1930 → dowódca piechoty dywizyjnej 16 DP)
- płk dypl. piech. Stefan Rowecki (2 II 1930 – 13 XI 1935 → dowódca Brygady KOP „Podole”)
- ppłk / płk piech. Władysław Wiecierzyński (14 XI 1935 – 20 IX 1939)

Zastępcy dowódcy pułku (od 1938 roku – I zastępca dowódcy)
- mjr piech. Adam I Lipiński (p.o. 10 VII 1922[71] – 1923 → zastępca dowódcy 9 pp Leg.)
- ppłk piech. Juliusz Siwak (1923 – 1924 → zastępca dowódcy 61 pp)
- ppłk piech. Karol Zagórski (1924 – VII 1925 → zastępca dowódcy 60 pp[72])
- ppłk piech. Julian Tadeusz Schimak (VII 1925[72] – 1 IV 1928 → dyspozycja MSWewn[73].)
- ppłk dypl. Leopold Müller (IV 1928[74] – XII 1929 → wykładowca w WSWoj.)
- ppłk dypl. piech. Jan Swarzeński (23 XII 1929[75] – I 1930 → zastępca dowódcy 71 pp[76])
- ppłk piech. Stanisław Czuryłło (I 1930[76] – VIII 1933 → kierownik 1 Okr. Urz. WFiPW[77])
- ppłk piech. Władysław Liro (VIII 1933[77] – X 1935 → komendant PKU Wołkowysk)
- ppłk dypl. piech. Adam Zbijewski (XI 1935 – 30 VI 1939 → dowódca 71 pp)

### Żołnierze 55 pułku piechoty – ofiary zbrodni katyńskiej
Biogramy ofiar zbrodni katyńskiej znajdują się między innymi w bazach udostępnionych przez Ministerstwo Kultury i Dziedzictwa Narodowego oraz Muzeum Katyńskie.
| Nazwisko i imię          | stopień        | zawód             | miejsce pracy przed mobilizacją      | zamordowany |
| ------------------------ | -------------- | ----------------- | ------------------------------------ | ----------- |
| Adamczyk Stanisław       | por. rez.      | nauczyciel        | gimnazjum w Lublińcu i Gostyniu      | Katyń       |
| Bondke Edmund            | ppor. rez.     | nauczyciel        | Szkoła w Bojanowie                   | Charków     |
| Borek Władysław Jan      | ppor. rez.     |                   |                                      | Charków     |
| Brzeziński Zbigniew      | ppor. rez.     | prawnik           | sędzia Sądu Wojewódzkiego w Poznaniu | Katyń       |
| Dobierski Józef          | ppor. rez.     | technik rolnictwa |                                      | Katyń       |
| Dormanowski Bohdan       | ppor. rez.     | prawnik           | sędzia Sądu Grodzkiego w Śremie      | Katyń       |
| Duracz Rajmund           | kapitan        | żołnierz zawodowy | dowódca kszol Korpusu Kadetów nr 2   | Katyń       |
| Fellmann Wacław          | ppor. rez.     | urzędnik          | bank?                                | Charków     |
| Gawron Marian            | por. rez.      | księgowy          | Majątek Bugaj                        | Katyń       |
| Grąziewicz Erazm         | porucznik      | żołnierz zawodowy | kier ref. KRU Jarocin                | Katyń       |
| Hudec Wacław             | kapitan        | żołnierz zawodowy | ?                                    | Katyń       |
| Ilski Marian Kazimierz   | ppor. rez.     | prawnik           |                                      | Katyń       |
| Jankowski Mieczysław     | ppor. rez.     | nauczyciel        | kier. szkoły w Bogdanówce            | Katyń       |
| Kowalski Mieczysław      | ppor. rez.     | nauczyciel        | Szkoła w Stawsku Wielkim             | Katyń       |
| Ligęziński Wacław        | kapitan        | żołnierz zawodowy | ?                                    | Katyń       |
| Molik Antoni             | ppor. rez.     | nauczyciel        |                                      | Katyń       |
| Mutke Edmund             | ppor. rez.     | nauczyciel        | szkoła powszechna                    | Katyń       |
| Nowakowski Zdzisław      | ppor. rez.     | urzędnik          | Urząd Skarbowy w Śremie              | Katyń       |
| Piątkowski Marian        | ppor. rez.     | ekonomista        | Bank Cukrownictwa w Poznaniu         | Katyń       |
| Pawłowski Jan            | por. rez.      | prawnik, dr praw  |                                      | Charków     |
| Przybylski Zbigniew      | ppor. rez.     | handlowiec        |                                      | Charków     |
| Rysmann Stefan           | ppor. rez.     | nauczyciel        | kier. szkoły w Bronikowie            | Charków     |
| Siudziak Leon            | ppor. rez.     |                   |                                      | Charków     |
| Sodolski Franciszek      | ppor. rez.     | absolwent SGGW    | Zakłady Fundacji Kórnickiej          | Charków     |
| Tomiński Edward          | ppor. rez.     | nauczyciel        | szkoła w Sączkowie                   | Charków     |
| Pisarski Andrzej         | ppor. rez.     | nauczyciel        | gimnazjum w Gnieźnie                 | Katyń       |
| Wlekliński Czesław       | ppor. rez.     | absolwent WSH     |                                      | Katyń       |
| Wojciechowski Mieczysław | kpt. w st. sp. | żołnierz zawodowy | (e)                                  | Charków     |
| Zapłata Aleksander       | ppor. rez.     | prawnik, mgr      | Sąd Grodzki w Śmiglu                 | Charków     |